# Hypsilophodon foxii
Hypsilophodon (il cui nome significa "denti di Hypsilophos") è un genere estinto di dinosauro neornitischio vissuto nel Cretaceo inferiore, circa 130-125 milioni di anni fa (Hauteriviano-Barremiano), in quella che oggi è l'Inghilterra. Il genere contiene una singola specie, ossia H. foxii. È tradizionalmente considerato uno dei primi e più antichi membri del gruppo Ornithopoda, ma recenti ricerche hanno messo in discussione tale assegnazione.
I primi resti di Hypsilophodon furono ritrovati nel 1849; la specie tipo, Hypsilophodon foxii, fu nominata nel 1869. Vennero ritrovati numerosi fossili ascrivibili all'animale sull'Isola di Wight, dandoci una buona conoscenza sulla struttura corporea dell'animale. L'Hypsilophodon era un piccolo dinosauro bipede, con una dieta erbivora o forse onnivora, che poteva raggiungere una lunghezza massima di 1,8 metri (5,9 piedi), per un peso di circa 20 kg (45 libbre). Era un agile corridore e aveva un testa appuntita dotata di un becco affilato usato per mordere e strappare il materiale vegetale, proprio come i moderni pappagalli.
Studi passati hanno dato origine a falsi miti e idee su questo animale, come il fatto che fosse un animale arboricolo, che il suo nome significasse "denti dal margine alto", che fosse corazzato, che raggiungesse una lunghezza di 2,3 metri (7,5 piedi) e che i suoi resti fossero stati ritrovati anche al di fuori di Wight. Negli ultimi decenni, tuttavia, nuove ricerche hanno gradualmente smentito e smantellato queste nozioni errate.

## Descrizione

Dimensioni di H. foxii

Hypsilophodon era un dinosauro relativamente piccolo, sebbene non così piccolo come, per esempio, Compsognathus. Per Hypsilophodon viene spesso indicata una lunghezza massima di 2,3 metri. Queste stime hanno origine da uno studio del 1974 di Galton, in cui estrapolò una lunghezza di 2,28 metri sulla base dell'esemplare BMNH R 167, un femore. Tuttavia, nel 2009, Galton concluse che questo femore apparteneva in realtà al genere Valdosaurus, ridimensionando Hypsilophodon ad una lunghezza massima di 1,8 metri, il cui esemplare più grande (NHM R5829) aveva un femore lungo 202 millimetri. Gli altri esemplari sono in media lunghi circa 1,5 metri, per un'altezza alle anche di mezzo metro. Nel 2010, Gregory S. Paul stimò un peso di 20 chilogrammi (44 libbre) per un animale lungo due metri.
Come la maggior parte dei piccoli dinosauri, Hypsilophodon era bipede. L'intero corpo era strutturato per la corsa e numerose caratteristiche anatomiche suggeriscono questo stile di vita, come ad esempio: uno scheletro leggero e minimizzato, una postura bassa e aerodinamica, gambe lunghe e una coda rigida, resa tale da tendini ossificati, per l'equilibrio. Alla luce di ciò, nel 1974 Galton concluse che l'animale sarebbe stato tra gli ornithischi meglio adattati alla corsa. Nonostante visse durante il Cretaceo inferiore, Hypsilophodon mostra una serie di caratteristiche apparentemente "primitive". Ad esempio, possedeva cinque dita per ogni mano e quattro per ogni piede. In Hypsilophodon, inoltre, il quinto dito aveva acquisito una funzione specializzata: essendo opponibile, poteva servire per cogliere il cibo.

### Anatomia cranica
In un esempio di anatomia primitiva, sebbene avesse un becco come la maggior parte degli ornitischi, Hypsilophodon aveva ancora cinque denti triangolari a punta nella parte anteriore della mascella, la premascella. La maggior parte dei dinosauri erbivori, del Cretaceo inferiore, erano diventati sufficientemente specializzati da perdere del tutto i denti anteriori (anche se si discute sul fatto che questi denti possano aver avuto una funzione specializzata in Hypsilophodon). La mascella conteneva fino a 11 denti nella mascella, mentre la mandibola ne conteneva fino a 16. Il numero era variabile, a seconda della taglia dell'animale. I denti posteriori erano a forma di ventaglio.
Il cranio di Hypsilophodon era basso e relativamente grande. Il muso era di forma triangolare e appuntito, terminando con in becco, nella mascella, il cui bordo tagliente era notevolmente più basso della fila di denti mascellari. L'orbita oculare era molto grande. Un palpebrale di lunghezza pari alla metà del diametro dell'orbita oscurava la sezione superiore. Un anello sclerotico costituito da quindici piccole placche ossee sosteneva la superficie dell'occhio esterno. La parte posteriore del cranio era piuttosto alta, con un grande e grosso giugale e quadratougale che chiudeva una piccola fenestra infratemporale posizionata in alto.

### Anatomia postcranica

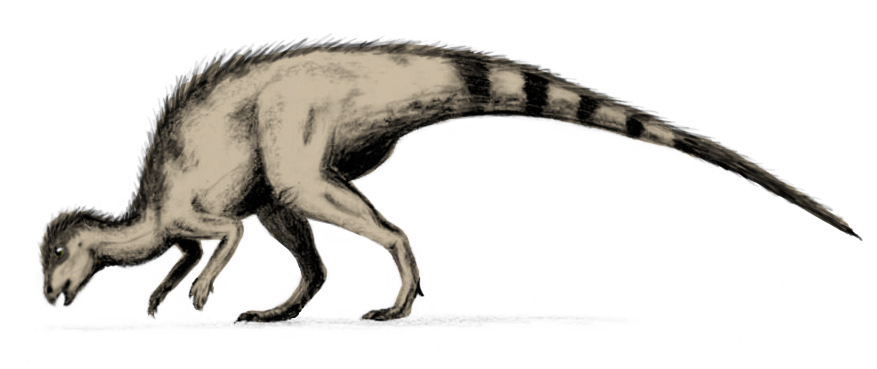
Ricostruzione di H. foxii

La colonna vertebrale era composta da nove vertebre cervicali, quindici o sedici vertebre dorsali, sei o cinque vertebre sacrali e circa quarantotto vertebre caudali. Gran parte della schiena e della coda dell'animale era irrigidita da lunghi tendini ossificati che collegavano le spine sopra le vertebre. I processi sul lato inferiore delle vertebre caudali, i chevron, erano anch'essi collegati da tendini ossificati, che tuttavia avevano una forma diversa: erano più corti, divisi e sfilacciati a un'estremità, con la punta dell'altra estremità appuntita che giaceva all'interno della estremità divergente del tendine successivo. Inoltre, vi erano diverse file controdirezionali, risultanti in una struttura a spina di pesce che immobilizzava completamente l'estremità della coda.
Un malinteso a lungo perdurato riguardante l'anatomia di Hypsilophodon è la credenza che quest'ultimo fosse corazzato. Ciò fu suggerito per la prima volta da Hulke, nel 1874, dopo la scoperta di una piastra ossea nella regione del collo. In tal caso, Hypsilophodon sarebbe stato l'unico ornitopode corazzato noto. Tuttavia, come sottolinea Galton nel 2008, la putativa piastra ossea sembra invece provenire dal busto, e rappresenta un esempio di placca intercostale interna associata alla gabbia toracica. È costituito da sottili piastre circolari mineralizzate che crescono dall'estremità posteriore dell'albero della costola centrale e si sovrappongono al bordo anteriore della nervatura successiva. Tali piastre sono state osservate anche nei generi Talenkauen e Thescelosaurus, e probabilmente erano di origine cartilaginea. È più probabile che il corpo di Hypsilophodon fosse ricoperto da un piumaggio composto da più tipi di filamenti e proto-piume, già osservato in altri piccoli ornithischi come Kulindadromeus, ed alcuni heterodontosauri.

## Classificazione

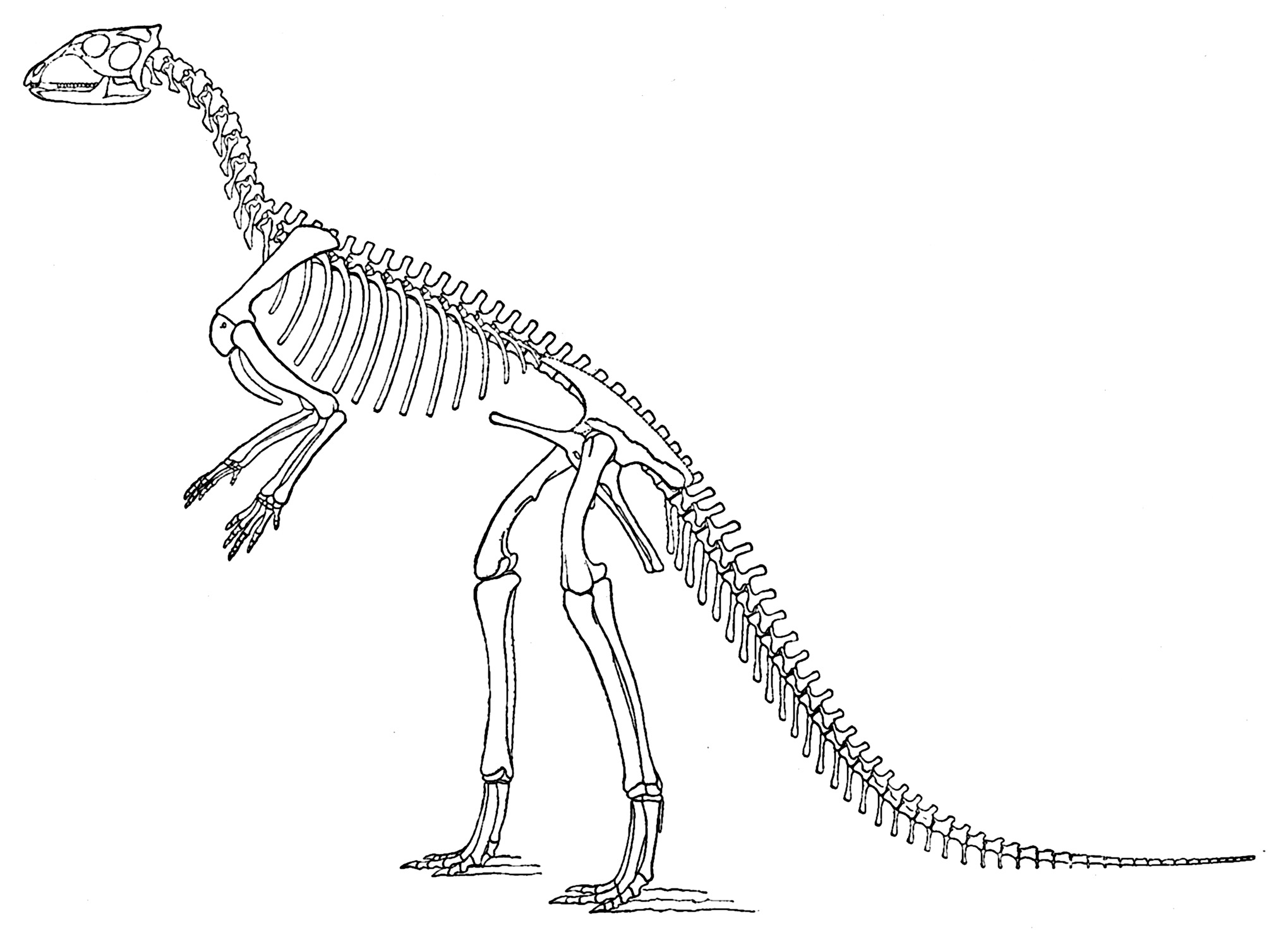
Ricostruzione scheletrica in posa tripode, di O. C. Marsh

Originariamente, Huxley assegnò Hypsilophodon alla famiglia Iguanodontidae. Nel 1882, Louis Dollo nominò una nuova famiglia separata, Hypsilophodontidae, in cui vennero inseriti molti piccoli dinosauri erbivori bipedi, tra i quali Hypsilophodon, Nanosaurus, Laosaurus e Dryosaurus. Già verso la metà del ventesimo secolo, questa classificazione era stata ampiamente accettata, ma all'inizio del ventunesimo secolo divenne chiaro, attraverso un'analisi cladistica, che gli hyppsilophodontidi formavano un gruppo innaturale e parafiletico di vari rami di Neornithischia. Hypsilophodon nella visione moderna è quindi semplicemente un ornitopode basale. Nel 2017, Daniel Madzia, Clint Boyd e Martin Mazuch hanno rimosso Hypsilophodon dalla stessa Ornithopoda, collocandolo come sister group di Cerapoda, in una posizione più basale; molti altri "hypsilophodontidi" hanno subito riclassificazioni simili. Il seguente cladogramma riproduce il risultato di questo studio:
|  | Muttaburrasaurus |
|  |                  |
|  | Rhabdodontidae   |
|  |                  |

|  | Camptosaurus                                               |
|  |                                                            |
|  | \| \| Iguanodon \| \| \| \| \| \| Ouranosaurus \| \| \| \| |
|  |                                                            |
|  | Iguanodon                                                  |
|  |                                                            |
|  | Ouranosaurus                                               |
|  |                                                            |

|  | Iguanodon    |
|  |              |
|  | Ouranosaurus |
|  |              |

|  | Camptosaurus                                               |
|  |                                                            |
|  | \| \| Iguanodon \| \| \| \| \| \| Ouranosaurus \| \| \| \| |
|  |                                                            |
|  | Iguanodon                                                  |
|  |                                                            |
|  | Ouranosaurus                                               |
|  |                                                            |

|  | Iguanodon    |
|  |              |
|  | Ouranosaurus |
|  |              |

|  | Camptosaurus                                               |
|  |                                                            |
|  | \| \| Iguanodon \| \| \| \| \| \| Ouranosaurus \| \| \| \| |
|  |                                                            |
|  | Iguanodon                                                  |
|  |                                                            |
|  | Ouranosaurus                                               |
|  |                                                            |

|  | Iguanodon    |
|  |              |
|  | Ouranosaurus |
|  |              |

|  | Camptosaurus                                               |
|  |                                                            |
|  | \| \| Iguanodon \| \| \| \| \| \| Ouranosaurus \| \| \| \| |
|  |                                                            |
|  | Iguanodon                                                  |
|  |                                                            |
|  | Ouranosaurus                                               |
|  |                                                            |

|  | Iguanodon    |
|  |              |
|  | Ouranosaurus |
|  |              |

|  | Muttaburrasaurus |
|  |                  |
|  | Rhabdodontidae   |
|  |                  |

|  | Camptosaurus                                               |
|  |                                                            |
|  | \| \| Iguanodon \| \| \| \| \| \| Ouranosaurus \| \| \| \| |
|  |                                                            |
|  | Iguanodon                                                  |
|  |                                                            |
|  | Ouranosaurus                                               |
|  |                                                            |

|  | Iguanodon    |
|  |              |
|  | Ouranosaurus |
|  |              |

|  | Camptosaurus                                               |
|  |                                                            |
|  | \| \| Iguanodon \| \| \| \| \| \| Ouranosaurus \| \| \| \| |
|  |                                                            |
|  | Iguanodon                                                  |
|  |                                                            |
|  | Ouranosaurus                                               |
|  |                                                            |

|  | Iguanodon    |
|  |              |
|  | Ouranosaurus |
|  |              |

|  | Camptosaurus                                               |
|  |                                                            |
|  | \| \| Iguanodon \| \| \| \| \| \| Ouranosaurus \| \| \| \| |
|  |                                                            |
|  | Iguanodon                                                  |
|  |                                                            |
|  | Ouranosaurus                                               |
|  |                                                            |

|  | Iguanodon    |
|  |              |
|  | Ouranosaurus |
|  |              |

|  | Camptosaurus                                               |
|  |                                                            |
|  | \| \| Iguanodon \| \| \| \| \| \| Ouranosaurus \| \| \| \| |
|  |                                                            |
|  | Iguanodon                                                  |
|  |                                                            |
|  | Ouranosaurus                                               |
|  |                                                            |

|  | Iguanodon    |
|  |              |
|  | Ouranosaurus |
|  |              |

|  | Muttaburrasaurus |
|  |                  |
|  | Rhabdodontidae   |
|  |                  |

|  | Camptosaurus                                               |
|  |                                                            |
|  | \| \| Iguanodon \| \| \| \| \| \| Ouranosaurus \| \| \| \| |
|  |                                                            |
|  | Iguanodon                                                  |
|  |                                                            |
|  | Ouranosaurus                                               |
|  |                                                            |

|  | Iguanodon    |
|  |              |
|  | Ouranosaurus |
|  |              |

|  | Camptosaurus                                               |
|  |                                                            |
|  | \| \| Iguanodon \| \| \| \| \| \| Ouranosaurus \| \| \| \| |
|  |                                                            |
|  | Iguanodon                                                  |
|  |                                                            |
|  | Ouranosaurus                                               |
|  |                                                            |

|  | Iguanodon    |
|  |              |
|  | Ouranosaurus |
|  |              |

|  | Camptosaurus                                               |
|  |                                                            |
|  | \| \| Iguanodon \| \| \| \| \| \| Ouranosaurus \| \| \| \| |
|  |                                                            |
|  | Iguanodon                                                  |
|  |                                                            |
|  | Ouranosaurus                                               |
|  |                                                            |

|  | Iguanodon    |
|  |              |
|  | Ouranosaurus |
|  |              |

|  | Camptosaurus                                               |
|  |                                                            |
|  | \| \| Iguanodon \| \| \| \| \| \| Ouranosaurus \| \| \| \| |
|  |                                                            |
|  | Iguanodon                                                  |
|  |                                                            |
|  | Ouranosaurus                                               |
|  |                                                            |

|  | Iguanodon    |
|  |              |
|  | Ouranosaurus |
|  |              |

|  | Muttaburrasaurus |
|  |                  |
|  | Rhabdodontidae   |
|  |                  |

|  | Camptosaurus                                               |
|  |                                                            |
|  | \| \| Iguanodon \| \| \| \| \| \| Ouranosaurus \| \| \| \| |
|  |                                                            |
|  | Iguanodon                                                  |
|  |                                                            |
|  | Ouranosaurus                                               |
|  |                                                            |

|  | Iguanodon    |
|  |              |
|  | Ouranosaurus |
|  |              |

|  | Camptosaurus                                               |
|  |                                                            |
|  | \| \| Iguanodon \| \| \| \| \| \| Ouranosaurus \| \| \| \| |
|  |                                                            |
|  | Iguanodon                                                  |
|  |                                                            |
|  | Ouranosaurus                                               |
|  |                                                            |

|  | Iguanodon    |
|  |              |
|  | Ouranosaurus |
|  |              |

|  | Camptosaurus                                               |
|  |                                                            |
|  | \| \| Iguanodon \| \| \| \| \| \| Ouranosaurus \| \| \| \| |
|  |                                                            |
|  | Iguanodon                                                  |
|  |                                                            |
|  | Ouranosaurus                                               |
|  |                                                            |

|  | Iguanodon    |
|  |              |
|  | Ouranosaurus |
|  |              |

|  | Camptosaurus                                               |
|  |                                                            |
|  | \| \| Iguanodon \| \| \| \| \| \| Ouranosaurus \| \| \| \| |
|  |                                                            |
|  | Iguanodon                                                  |
|  |                                                            |
|  | Ouranosaurus                                               |
|  |                                                            |

|  | Iguanodon    |
|  |              |
|  | Ouranosaurus |
|  |              |

|  | Muttaburrasaurus |
|  |                  |
|  | Rhabdodontidae   |
|  |                  |

|  | Camptosaurus                                               |
|  |                                                            |
|  | \| \| Iguanodon \| \| \| \| \| \| Ouranosaurus \| \| \| \| |
|  |                                                            |
|  | Iguanodon                                                  |
|  |                                                            |
|  | Ouranosaurus                                               |
|  |                                                            |

|  | Iguanodon    |
|  |              |
|  | Ouranosaurus |
|  |              |

|  | Camptosaurus                                               |
|  |                                                            |
|  | \| \| Iguanodon \| \| \| \| \| \| Ouranosaurus \| \| \| \| |
|  |                                                            |
|  | Iguanodon                                                  |
|  |                                                            |
|  | Ouranosaurus                                               |
|  |                                                            |

|  | Iguanodon    |
|  |              |
|  | Ouranosaurus |
|  |              |

|  | Camptosaurus                                               |
|  |                                                            |
|  | \| \| Iguanodon \| \| \| \| \| \| Ouranosaurus \| \| \| \| |
|  |                                                            |
|  | Iguanodon                                                  |
|  |                                                            |
|  | Ouranosaurus                                               |
|  |                                                            |

|  | Iguanodon    |
|  |              |
|  | Ouranosaurus |
|  |              |

|  | Camptosaurus                                               |
|  |                                                            |
|  | \| \| Iguanodon \| \| \| \| \| \| Ouranosaurus \| \| \| \| |
|  |                                                            |
|  | Iguanodon                                                  |
|  |                                                            |
|  | Ouranosaurus                                               |
|  |                                                            |

|  | Iguanodon    |
|  |              |
|  | Ouranosaurus |
|  |              |

|  | Muttaburrasaurus |
|  |                  |
|  | Rhabdodontidae   |
|  |                  |

|  | Camptosaurus                                               |
|  |                                                            |
|  | \| \| Iguanodon \| \| \| \| \| \| Ouranosaurus \| \| \| \| |
|  |                                                            |
|  | Iguanodon                                                  |
|  |                                                            |
|  | Ouranosaurus                                               |
|  |                                                            |

|  | Iguanodon    |
|  |              |
|  | Ouranosaurus |
|  |              |

|  | Camptosaurus                                               |
|  |                                                            |
|  | \| \| Iguanodon \| \| \| \| \| \| Ouranosaurus \| \| \| \| |
|  |                                                            |
|  | Iguanodon                                                  |
|  |                                                            |
|  | Ouranosaurus                                               |
|  |                                                            |

|  | Iguanodon    |
|  |              |
|  | Ouranosaurus |
|  |              |

|  | Camptosaurus                                               |
|  |                                                            |
|  | \| \| Iguanodon \| \| \| \| \| \| Ouranosaurus \| \| \| \| |
|  |                                                            |
|  | Iguanodon                                                  |
|  |                                                            |
|  | Ouranosaurus                                               |
|  |                                                            |

|  | Iguanodon    |
|  |              |
|  | Ouranosaurus |
|  |              |

|  | Camptosaurus                                               |
|  |                                                            |
|  | \| \| Iguanodon \| \| \| \| \| \| Ouranosaurus \| \| \| \| |
|  |                                                            |
|  | Iguanodon                                                  |
|  |                                                            |
|  | Ouranosaurus                                               |
|  |                                                            |

|  | Iguanodon    |
|  |              |
|  | Ouranosaurus |
|  |              |

|  | Muttaburrasaurus |
|  |                  |
|  | Rhabdodontidae   |
|  |                  |

|  | Camptosaurus                                               |
|  |                                                            |
|  | \| \| Iguanodon \| \| \| \| \| \| Ouranosaurus \| \| \| \| |
|  |                                                            |
|  | Iguanodon                                                  |
|  |                                                            |
|  | Ouranosaurus                                               |
|  |                                                            |

|  | Iguanodon    |
|  |              |
|  | Ouranosaurus |
|  |              |

|  | Camptosaurus                                               |
|  |                                                            |
|  | \| \| Iguanodon \| \| \| \| \| \| Ouranosaurus \| \| \| \| |
|  |                                                            |
|  | Iguanodon                                                  |
|  |                                                            |
|  | Ouranosaurus                                               |
|  |                                                            |

|  | Iguanodon    |
|  |              |
|  | Ouranosaurus |
|  |              |

|  | Camptosaurus                                               |
|  |                                                            |
|  | \| \| Iguanodon \| \| \| \| \| \| Ouranosaurus \| \| \| \| |
|  |                                                            |
|  | Iguanodon                                                  |
|  |                                                            |
|  | Ouranosaurus                                               |
|  |                                                            |

|  | Iguanodon    |
|  |              |
|  | Ouranosaurus |
|  |              |

|  | Camptosaurus                                               |
|  |                                                            |
|  | \| \| Iguanodon \| \| \| \| \| \| Ouranosaurus \| \| \| \| |
|  |                                                            |
|  | Iguanodon                                                  |
|  |                                                            |
|  | Ouranosaurus                                               |
|  |                                                            |

|  | Iguanodon    |
|  |              |
|  | Ouranosaurus |
|  |              |

|  | Muttaburrasaurus |
|  |                  |
|  | Rhabdodontidae   |
|  |                  |

|  | Camptosaurus                                               |
|  |                                                            |
|  | \| \| Iguanodon \| \| \| \| \| \| Ouranosaurus \| \| \| \| |
|  |                                                            |
|  | Iguanodon                                                  |
|  |                                                            |
|  | Ouranosaurus                                               |
|  |                                                            |

|  | Iguanodon    |
|  |              |
|  | Ouranosaurus |
|  |              |

|  | Camptosaurus                                               |
|  |                                                            |
|  | \| \| Iguanodon \| \| \| \| \| \| Ouranosaurus \| \| \| \| |
|  |                                                            |
|  | Iguanodon                                                  |
|  |                                                            |
|  | Ouranosaurus                                               |
|  |                                                            |

|  | Iguanodon    |
|  |              |
|  | Ouranosaurus |
|  |              |

|  | Camptosaurus                                               |
|  |                                                            |
|  | \| \| Iguanodon \| \| \| \| \| \| Ouranosaurus \| \| \| \| |
|  |                                                            |
|  | Iguanodon                                                  |
|  |                                                            |
|  | Ouranosaurus                                               |
|  |                                                            |

|  | Iguanodon    |
|  |              |
|  | Ouranosaurus |
|  |              |

|  | Camptosaurus                                               |
|  |                                                            |
|  | \| \| Iguanodon \| \| \| \| \| \| Ouranosaurus \| \| \| \| |
|  |                                                            |
|  | Iguanodon                                                  |
|  |                                                            |
|  | Ouranosaurus                                               |
|  |                                                            |

|  | Iguanodon    |
|  |              |
|  | Ouranosaurus |
|  |              |

|  | Muttaburrasaurus |
|  |                  |
|  | Rhabdodontidae   |
|  |                  |

|  | Camptosaurus                                               |
|  |                                                            |
|  | \| \| Iguanodon \| \| \| \| \| \| Ouranosaurus \| \| \| \| |
|  |                                                            |
|  | Iguanodon                                                  |
|  |                                                            |
|  | Ouranosaurus                                               |
|  |                                                            |

|  | Iguanodon    |
|  |              |
|  | Ouranosaurus |
|  |              |

|  | Camptosaurus                                               |
|  |                                                            |
|  | \| \| Iguanodon \| \| \| \| \| \| Ouranosaurus \| \| \| \| |
|  |                                                            |
|  | Iguanodon                                                  |
|  |                                                            |
|  | Ouranosaurus                                               |
|  |                                                            |

|  | Iguanodon    |
|  |              |
|  | Ouranosaurus |
|  |              |

|  | Camptosaurus                                               |
|  |                                                            |
|  | \| \| Iguanodon \| \| \| \| \| \| Ouranosaurus \| \| \| \| |
|  |                                                            |
|  | Iguanodon                                                  |
|  |                                                            |
|  | Ouranosaurus                                               |
|  |                                                            |

|  | Iguanodon    |
|  |              |
|  | Ouranosaurus |
|  |              |

|  | Camptosaurus                                               |
|  |                                                            |
|  | \| \| Iguanodon \| \| \| \| \| \| Ouranosaurus \| \| \| \| |
|  |                                                            |
|  | Iguanodon                                                  |
|  |                                                            |
|  | Ouranosaurus                                               |
|  |                                                            |

|  | Iguanodon    |
|  |              |
|  | Ouranosaurus |
|  |              |

|  | Muttaburrasaurus |
|  |                  |
|  | Rhabdodontidae   |
|  |                  |

|  | Camptosaurus                                               |
|  |                                                            |
|  | \| \| Iguanodon \| \| \| \| \| \| Ouranosaurus \| \| \| \| |
|  |                                                            |
|  | Iguanodon                                                  |
|  |                                                            |
|  | Ouranosaurus                                               |
|  |                                                            |

|  | Iguanodon    |
|  |              |
|  | Ouranosaurus |
|  |              |

|  | Camptosaurus                                               |
|  |                                                            |
|  | \| \| Iguanodon \| \| \| \| \| \| Ouranosaurus \| \| \| \| |
|  |                                                            |
|  | Iguanodon                                                  |
|  |                                                            |
|  | Ouranosaurus                                               |
|  |                                                            |

|  | Iguanodon    |
|  |              |
|  | Ouranosaurus |
|  |              |

|  | Camptosaurus                                               |
|  |                                                            |
|  | \| \| Iguanodon \| \| \| \| \| \| Ouranosaurus \| \| \| \| |
|  |                                                            |
|  | Iguanodon                                                  |
|  |                                                            |
|  | Ouranosaurus                                               |
|  |                                                            |

|  | Iguanodon    |
|  |              |
|  | Ouranosaurus |
|  |              |

|  | Camptosaurus                                               |
|  |                                                            |
|  | \| \| Iguanodon \| \| \| \| \| \| Ouranosaurus \| \| \| \| |
|  |                                                            |
|  | Iguanodon                                                  |
|  |                                                            |
|  | Ouranosaurus                                               |
|  |                                                            |

|  | Iguanodon    |
|  |              |
|  | Ouranosaurus |
|  |              |

|  | Muttaburrasaurus |
|  |                  |
|  | Rhabdodontidae   |
|  |                  |

|  | Camptosaurus                                               |
|  |                                                            |
|  | \| \| Iguanodon \| \| \| \| \| \| Ouranosaurus \| \| \| \| |
|  |                                                            |
|  | Iguanodon                                                  |
|  |                                                            |
|  | Ouranosaurus                                               |
|  |                                                            |

|  | Iguanodon    |
|  |              |
|  | Ouranosaurus |
|  |              |

|  | Camptosaurus                                               |
|  |                                                            |
|  | \| \| Iguanodon \| \| \| \| \| \| Ouranosaurus \| \| \| \| |
|  |                                                            |
|  | Iguanodon                                                  |
|  |                                                            |
|  | Ouranosaurus                                               |
|  |                                                            |

|  | Iguanodon    |
|  |              |
|  | Ouranosaurus |
|  |              |

|  | Camptosaurus                                               |
|  |                                                            |
|  | \| \| Iguanodon \| \| \| \| \| \| Ouranosaurus \| \| \| \| |
|  |                                                            |
|  | Iguanodon                                                  |
|  |                                                            |
|  | Ouranosaurus                                               |
|  |                                                            |

|  | Iguanodon    |
|  |              |
|  | Ouranosaurus |
|  |              |

|  | Camptosaurus                                               |
|  |                                                            |
|  | \| \| Iguanodon \| \| \| \| \| \| Ouranosaurus \| \| \| \| |
|  |                                                            |
|  | Iguanodon                                                  |
|  |                                                            |
|  | Ouranosaurus                                               |
|  |                                                            |

|  | Iguanodon    |
|  |              |
|  | Ouranosaurus |
|  |              |

|  | Muttaburrasaurus |
|  |                  |
|  | Rhabdodontidae   |
|  |                  |

|  | Camptosaurus                                               |
|  |                                                            |
|  | \| \| Iguanodon \| \| \| \| \| \| Ouranosaurus \| \| \| \| |
|  |                                                            |
|  | Iguanodon                                                  |
|  |                                                            |
|  | Ouranosaurus                                               |
|  |                                                            |

|  | Iguanodon    |
|  |              |
|  | Ouranosaurus |
|  |              |

|  | Camptosaurus                                               |
|  |                                                            |
|  | \| \| Iguanodon \| \| \| \| \| \| Ouranosaurus \| \| \| \| |
|  |                                                            |
|  | Iguanodon                                                  |
|  |                                                            |
|  | Ouranosaurus                                               |
|  |                                                            |

|  | Iguanodon    |
|  |              |
|  | Ouranosaurus |
|  |              |

|  | Camptosaurus                                               |
|  |                                                            |
|  | \| \| Iguanodon \| \| \| \| \| \| Ouranosaurus \| \| \| \| |
|  |                                                            |
|  | Iguanodon                                                  |
|  |                                                            |
|  | Ouranosaurus                                               |
|  |                                                            |

|  | Iguanodon    |
|  |              |
|  | Ouranosaurus |
|  |              |

|  | Camptosaurus                                               |
|  |                                                            |
|  | \| \| Iguanodon \| \| \| \| \| \| Ouranosaurus \| \| \| \| |
|  |                                                            |
|  | Iguanodon                                                  |
|  |                                                            |
|  | Ouranosaurus                                               |
|  |                                                            |

|  | Iguanodon    |
|  |              |
|  | Ouranosaurus |
|  |              |

|  | Muttaburrasaurus |
|  |                  |
|  | Rhabdodontidae   |
|  |                  |

|  | Camptosaurus                                               |
|  |                                                            |
|  | \| \| Iguanodon \| \| \| \| \| \| Ouranosaurus \| \| \| \| |
|  |                                                            |
|  | Iguanodon                                                  |
|  |                                                            |
|  | Ouranosaurus                                               |
|  |                                                            |

|  | Iguanodon    |
|  |              |
|  | Ouranosaurus |
|  |              |

|  | Camptosaurus                                               |
|  |                                                            |
|  | \| \| Iguanodon \| \| \| \| \| \| Ouranosaurus \| \| \| \| |
|  |                                                            |
|  | Iguanodon                                                  |
|  |                                                            |
|  | Ouranosaurus                                               |
|  |                                                            |

|  | Iguanodon    |
|  |              |
|  | Ouranosaurus |
|  |              |

|  | Camptosaurus                                               |
|  |                                                            |
|  | \| \| Iguanodon \| \| \| \| \| \| Ouranosaurus \| \| \| \| |
|  |                                                            |
|  | Iguanodon                                                  |
|  |                                                            |
|  | Ouranosaurus                                               |
|  |                                                            |

|  | Iguanodon    |
|  |              |
|  | Ouranosaurus |
|  |              |

|  | Camptosaurus                                               |
|  |                                                            |
|  | \| \| Iguanodon \| \| \| \| \| \| Ouranosaurus \| \| \| \| |
|  |                                                            |
|  | Iguanodon                                                  |
|  |                                                            |
|  | Ouranosaurus                                               |
|  |                                                            |

|  | Iguanodon    |
|  |              |
|  | Ouranosaurus |
|  |              |

|  | Muttaburrasaurus |
|  |                  |
|  | Rhabdodontidae   |
|  |                  |

|  | Camptosaurus                                               |
|  |                                                            |
|  | \| \| Iguanodon \| \| \| \| \| \| Ouranosaurus \| \| \| \| |
|  |                                                            |
|  | Iguanodon                                                  |
|  |                                                            |
|  | Ouranosaurus                                               |
|  |                                                            |

|  | Iguanodon    |
|  |              |
|  | Ouranosaurus |
|  |              |

|  | Camptosaurus                                               |
|  |                                                            |
|  | \| \| Iguanodon \| \| \| \| \| \| Ouranosaurus \| \| \| \| |
|  |                                                            |
|  | Iguanodon                                                  |
|  |                                                            |
|  | Ouranosaurus                                               |
|  |                                                            |

|  | Iguanodon    |
|  |              |
|  | Ouranosaurus |
|  |              |

|  | Camptosaurus                                               |
|  |                                                            |
|  | \| \| Iguanodon \| \| \| \| \| \| Ouranosaurus \| \| \| \| |
|  |                                                            |
|  | Iguanodon                                                  |
|  |                                                            |
|  | Ouranosaurus                                               |
|  |                                                            |

|  | Iguanodon    |
|  |              |
|  | Ouranosaurus |
|  |              |

|  | Camptosaurus                                               |
|  |                                                            |
|  | \| \| Iguanodon \| \| \| \| \| \| Ouranosaurus \| \| \| \| |
|  |                                                            |
|  | Iguanodon                                                  |
|  |                                                            |
|  | Ouranosaurus                                               |
|  |                                                            |

|  | Iguanodon    |
|  |              |
|  | Ouranosaurus |
|  |              |

|  | Muttaburrasaurus |
|  |                  |
|  | Rhabdodontidae   |
|  |                  |

|  | Camptosaurus                                               |
|  |                                                            |
|  | \| \| Iguanodon \| \| \| \| \| \| Ouranosaurus \| \| \| \| |
|  |                                                            |
|  | Iguanodon                                                  |
|  |                                                            |
|  | Ouranosaurus                                               |
|  |                                                            |

|  | Iguanodon    |
|  |              |
|  | Ouranosaurus |
|  |              |

|  | Camptosaurus                                               |
|  |                                                            |
|  | \| \| Iguanodon \| \| \| \| \| \| Ouranosaurus \| \| \| \| |
|  |                                                            |
|  | Iguanodon                                                  |
|  |                                                            |
|  | Ouranosaurus                                               |
|  |                                                            |

|  | Iguanodon    |
|  |              |
|  | Ouranosaurus |
|  |              |

|  | Camptosaurus                                               |
|  |                                                            |
|  | \| \| Iguanodon \| \| \| \| \| \| Ouranosaurus \| \| \| \| |
|  |                                                            |
|  | Iguanodon                                                  |
|  |                                                            |
|  | Ouranosaurus                                               |
|  |                                                            |

|  | Iguanodon    |
|  |              |
|  | Ouranosaurus |
|  |              |

|  | Camptosaurus                                               |
|  |                                                            |
|  | \| \| Iguanodon \| \| \| \| \| \| Ouranosaurus \| \| \| \| |
|  |                                                            |
|  | Iguanodon                                                  |
|  |                                                            |
|  | Ouranosaurus                                               |
|  |                                                            |

|  | Iguanodon    |
|  |              |
|  | Ouranosaurus |
|  |              |

|  | Muttaburrasaurus |
|  |                  |
|  | Rhabdodontidae   |
|  |                  |

|  | Camptosaurus                                               |
|  |                                                            |
|  | \| \| Iguanodon \| \| \| \| \| \| Ouranosaurus \| \| \| \| |
|  |                                                            |
|  | Iguanodon                                                  |
|  |                                                            |
|  | Ouranosaurus                                               |
|  |                                                            |

|  | Iguanodon    |
|  |              |
|  | Ouranosaurus |
|  |              |

|  | Camptosaurus                                               |
|  |                                                            |
|  | \| \| Iguanodon \| \| \| \| \| \| Ouranosaurus \| \| \| \| |
|  |                                                            |
|  | Iguanodon                                                  |
|  |                                                            |
|  | Ouranosaurus                                               |
|  |                                                            |

|  | Iguanodon    |
|  |              |
|  | Ouranosaurus |
|  |              |

|  | Camptosaurus                                               |
|  |                                                            |
|  | \| \| Iguanodon \| \| \| \| \| \| Ouranosaurus \| \| \| \| |
|  |                                                            |
|  | Iguanodon                                                  |
|  |                                                            |
|  | Ouranosaurus                                               |
|  |                                                            |

|  | Iguanodon    |
|  |              |
|  | Ouranosaurus |
|  |              |

|  | Camptosaurus                                               |
|  |                                                            |
|  | \| \| Iguanodon \| \| \| \| \| \| Ouranosaurus \| \| \| \| |
|  |                                                            |
|  | Iguanodon                                                  |
|  |                                                            |
|  | Ouranosaurus                                               |
|  |                                                            |

|  | Iguanodon    |
|  |              |
|  | Ouranosaurus |
|  |              |

|  | Muttaburrasaurus |
|  |                  |
|  | Rhabdodontidae   |
|  |                  |

|  | Camptosaurus                                               |
|  |                                                            |
|  | \| \| Iguanodon \| \| \| \| \| \| Ouranosaurus \| \| \| \| |
|  |                                                            |
|  | Iguanodon                                                  |
|  |                                                            |
|  | Ouranosaurus                                               |
|  |                                                            |

|  | Iguanodon    |
|  |              |
|  | Ouranosaurus |
|  |              |

|  | Camptosaurus                                               |
|  |                                                            |
|  | \| \| Iguanodon \| \| \| \| \| \| Ouranosaurus \| \| \| \| |
|  |                                                            |
|  | Iguanodon                                                  |
|  |                                                            |
|  | Ouranosaurus                                               |
|  |                                                            |

|  | Iguanodon    |
|  |              |
|  | Ouranosaurus |
|  |              |

|  | Camptosaurus                                               |
|  |                                                            |
|  | \| \| Iguanodon \| \| \| \| \| \| Ouranosaurus \| \| \| \| |
|  |                                                            |
|  | Iguanodon                                                  |
|  |                                                            |
|  | Ouranosaurus                                               |
|  |                                                            |

|  | Iguanodon    |
|  |              |
|  | Ouranosaurus |
|  |              |

|  | Camptosaurus                                               |
|  |                                                            |
|  | \| \| Iguanodon \| \| \| \| \| \| Ouranosaurus \| \| \| \| |
|  |                                                            |
|  | Iguanodon                                                  |
|  |                                                            |
|  | Ouranosaurus                                               |
|  |                                                            |

|  | Iguanodon    |
|  |              |
|  | Ouranosaurus |
|  |              |

|  | Muttaburrasaurus |
|  |                  |
|  | Rhabdodontidae   |
|  |                  |

|  | Camptosaurus                                               |
|  |                                                            |
|  | \| \| Iguanodon \| \| \| \| \| \| Ouranosaurus \| \| \| \| |
|  |                                                            |
|  | Iguanodon                                                  |
|  |                                                            |
|  | Ouranosaurus                                               |
|  |                                                            |

|  | Iguanodon    |
|  |              |
|  | Ouranosaurus |
|  |              |

|  | Camptosaurus                                               |
|  |                                                            |
|  | \| \| Iguanodon \| \| \| \| \| \| Ouranosaurus \| \| \| \| |
|  |                                                            |
|  | Iguanodon                                                  |
|  |                                                            |
|  | Ouranosaurus                                               |
|  |                                                            |

|  | Iguanodon    |
|  |              |
|  | Ouranosaurus |
|  |              |

|  | Camptosaurus                                               |
|  |                                                            |
|  | \| \| Iguanodon \| \| \| \| \| \| Ouranosaurus \| \| \| \| |
|  |                                                            |
|  | Iguanodon                                                  |
|  |                                                            |
|  | Ouranosaurus                                               |
|  |                                                            |

|  | Iguanodon    |
|  |              |
|  | Ouranosaurus |
|  |              |

|  | Camptosaurus                                               |
|  |                                                            |
|  | \| \| Iguanodon \| \| \| \| \| \| Ouranosaurus \| \| \| \| |
|  |                                                            |
|  | Iguanodon                                                  |
|  |                                                            |
|  | Ouranosaurus                                               |
|  |                                                            |

|  | Iguanodon    |
|  |              |
|  | Ouranosaurus |
|  |              |

|  | Muttaburrasaurus |
|  |                  |
|  | Rhabdodontidae   |
|  |                  |

|  | Camptosaurus                                               |
|  |                                                            |
|  | \| \| Iguanodon \| \| \| \| \| \| Ouranosaurus \| \| \| \| |
|  |                                                            |
|  | Iguanodon                                                  |
|  |                                                            |
|  | Ouranosaurus                                               |
|  |                                                            |

|  | Iguanodon    |
|  |              |
|  | Ouranosaurus |
|  |              |

|  | Camptosaurus                                               |
|  |                                                            |
|  | \| \| Iguanodon \| \| \| \| \| \| Ouranosaurus \| \| \| \| |
|  |                                                            |
|  | Iguanodon                                                  |
|  |                                                            |
|  | Ouranosaurus                                               |
|  |                                                            |

|  | Iguanodon    |
|  |              |
|  | Ouranosaurus |
|  |              |

|  | Camptosaurus                                               |
|  |                                                            |
|  | \| \| Iguanodon \| \| \| \| \| \| Ouranosaurus \| \| \| \| |
|  |                                                            |
|  | Iguanodon                                                  |
|  |                                                            |
|  | Ouranosaurus                                               |
|  |                                                            |

|  | Iguanodon    |
|  |              |
|  | Ouranosaurus |
|  |              |

|  | Camptosaurus                                               |
|  |                                                            |
|  | \| \| Iguanodon \| \| \| \| \| \| Ouranosaurus \| \| \| \| |
|  |                                                            |
|  | Iguanodon                                                  |
|  |                                                            |
|  | Ouranosaurus                                               |
|  |                                                            |

|  | Iguanodon    |
|  |              |
|  | Ouranosaurus |
|  |              |

|  | Muttaburrasaurus |
|  |                  |
|  | Rhabdodontidae   |
|  |                  |

|  | Camptosaurus                                               |
|  |                                                            |
|  | \| \| Iguanodon \| \| \| \| \| \| Ouranosaurus \| \| \| \| |
|  |                                                            |
|  | Iguanodon                                                  |
|  |                                                            |
|  | Ouranosaurus                                               |
|  |                                                            |

|  | Iguanodon    |
|  |              |
|  | Ouranosaurus |
|  |              |

|  | Camptosaurus                                               |
|  |                                                            |
|  | \| \| Iguanodon \| \| \| \| \| \| Ouranosaurus \| \| \| \| |
|  |                                                            |
|  | Iguanodon                                                  |
|  |                                                            |
|  | Ouranosaurus                                               |
|  |                                                            |

|  | Iguanodon    |
|  |              |
|  | Ouranosaurus |
|  |              |

|  | Camptosaurus                                               |
|  |                                                            |
|  | \| \| Iguanodon \| \| \| \| \| \| Ouranosaurus \| \| \| \| |
|  |                                                            |
|  | Iguanodon                                                  |
|  |                                                            |
|  | Ouranosaurus                                               |
|  |                                                            |

|  | Iguanodon    |
|  |              |
|  | Ouranosaurus |
|  |              |

|  | Camptosaurus                                               |
|  |                                                            |
|  | \| \| Iguanodon \| \| \| \| \| \| Ouranosaurus \| \| \| \| |
|  |                                                            |
|  | Iguanodon                                                  |
|  |                                                            |
|  | Ouranosaurus                                               |
|  |                                                            |

|  | Iguanodon    |
|  |              |
|  | Ouranosaurus |
|  |              |

|  | Muttaburrasaurus |
|  |                  |
|  | Rhabdodontidae   |
|  |                  |

|  | Camptosaurus                                               |
|  |                                                            |
|  | \| \| Iguanodon \| \| \| \| \| \| Ouranosaurus \| \| \| \| |
|  |                                                            |
|  | Iguanodon                                                  |
|  |                                                            |
|  | Ouranosaurus                                               |
|  |                                                            |

|  | Iguanodon    |
|  |              |
|  | Ouranosaurus |
|  |              |

|  | Camptosaurus                                               |
|  |                                                            |
|  | \| \| Iguanodon \| \| \| \| \| \| Ouranosaurus \| \| \| \| |
|  |                                                            |
|  | Iguanodon                                                  |
|  |                                                            |
|  | Ouranosaurus                                               |
|  |                                                            |

|  | Iguanodon    |
|  |              |
|  | Ouranosaurus |
|  |              |

|  | Camptosaurus                                               |
|  |                                                            |
|  | \| \| Iguanodon \| \| \| \| \| \| Ouranosaurus \| \| \| \| |
|  |                                                            |
|  | Iguanodon                                                  |
|  |                                                            |
|  | Ouranosaurus                                               |
|  |                                                            |

|  | Iguanodon    |
|  |              |
|  | Ouranosaurus |
|  |              |

|  | Camptosaurus                                               |
|  |                                                            |
|  | \| \| Iguanodon \| \| \| \| \| \| Ouranosaurus \| \| \| \| |
|  |                                                            |
|  | Iguanodon                                                  |
|  |                                                            |
|  | Ouranosaurus                                               |
|  |                                                            |

|  | Iguanodon    |
|  |              |
|  | Ouranosaurus |
|  |              |

|  | Muttaburrasaurus |
|  |                  |
|  | Rhabdodontidae   |
|  |                  |

|  | Camptosaurus                                               |
|  |                                                            |
|  | \| \| Iguanodon \| \| \| \| \| \| Ouranosaurus \| \| \| \| |
|  |                                                            |
|  | Iguanodon                                                  |
|  |                                                            |
|  | Ouranosaurus                                               |
|  |                                                            |

|  | Iguanodon    |
|  |              |
|  | Ouranosaurus |
|  |              |

|  | Camptosaurus                                               |
|  |                                                            |
|  | \| \| Iguanodon \| \| \| \| \| \| Ouranosaurus \| \| \| \| |
|  |                                                            |
|  | Iguanodon                                                  |
|  |                                                            |
|  | Ouranosaurus                                               |
|  |                                                            |

|  | Iguanodon    |
|  |              |
|  | Ouranosaurus |
|  |              |

|  | Camptosaurus                                               |
|  |                                                            |
|  | \| \| Iguanodon \| \| \| \| \| \| Ouranosaurus \| \| \| \| |
|  |                                                            |
|  | Iguanodon                                                  |
|  |                                                            |
|  | Ouranosaurus                                               |
|  |                                                            |

|  | Iguanodon    |
|  |              |
|  | Ouranosaurus |
|  |              |

|  | Camptosaurus                                               |
|  |                                                            |
|  | \| \| Iguanodon \| \| \| \| \| \| Ouranosaurus \| \| \| \| |
|  |                                                            |
|  | Iguanodon                                                  |
|  |                                                            |
|  | Ouranosaurus                                               |
|  |                                                            |

|  | Iguanodon    |
|  |              |
|  | Ouranosaurus |
|  |              |

|  | Muttaburrasaurus |
|  |                  |
|  | Rhabdodontidae   |
|  |                  |

|  | Camptosaurus                                               |
|  |                                                            |
|  | \| \| Iguanodon \| \| \| \| \| \| Ouranosaurus \| \| \| \| |
|  |                                                            |
|  | Iguanodon                                                  |
|  |                                                            |
|  | Ouranosaurus                                               |
|  |                                                            |

|  | Iguanodon    |
|  |              |
|  | Ouranosaurus |
|  |              |

|  | Camptosaurus                                               |
|  |                                                            |
|  | \| \| Iguanodon \| \| \| \| \| \| Ouranosaurus \| \| \| \| |
|  |                                                            |
|  | Iguanodon                                                  |
|  |                                                            |
|  | Ouranosaurus                                               |
|  |                                                            |

|  | Iguanodon    |
|  |              |
|  | Ouranosaurus |
|  |              |

|  | Camptosaurus                                               |
|  |                                                            |
|  | \| \| Iguanodon \| \| \| \| \| \| Ouranosaurus \| \| \| \| |
|  |                                                            |
|  | Iguanodon                                                  |
|  |                                                            |
|  | Ouranosaurus                                               |
|  |                                                            |

|  | Iguanodon    |
|  |              |
|  | Ouranosaurus |
|  |              |

|  | Camptosaurus                                               |
|  |                                                            |
|  | \| \| Iguanodon \| \| \| \| \| \| Ouranosaurus \| \| \| \| |
|  |                                                            |
|  | Iguanodon                                                  |
|  |                                                            |
|  | Ouranosaurus                                               |
|  |                                                            |

|  | Iguanodon    |
|  |              |
|  | Ouranosaurus |
|  |              |

|  | Muttaburrasaurus |
|  |                  |
|  | Rhabdodontidae   |
|  |                  |

|  | Camptosaurus                                               |
|  |                                                            |
|  | \| \| Iguanodon \| \| \| \| \| \| Ouranosaurus \| \| \| \| |
|  |                                                            |
|  | Iguanodon                                                  |
|  |                                                            |
|  | Ouranosaurus                                               |
|  |                                                            |

|  | Iguanodon    |
|  |              |
|  | Ouranosaurus |
|  |              |

|  | Camptosaurus                                               |
|  |                                                            |
|  | \| \| Iguanodon \| \| \| \| \| \| Ouranosaurus \| \| \| \| |
|  |                                                            |
|  | Iguanodon                                                  |
|  |                                                            |
|  | Ouranosaurus                                               |
|  |                                                            |

|  | Iguanodon    |
|  |              |
|  | Ouranosaurus |
|  |              |

|  | Camptosaurus                                               |
|  |                                                            |
|  | \| \| Iguanodon \| \| \| \| \| \| Ouranosaurus \| \| \| \| |
|  |                                                            |
|  | Iguanodon                                                  |
|  |                                                            |
|  | Ouranosaurus                                               |
|  |                                                            |

|  | Iguanodon    |
|  |              |
|  | Ouranosaurus |
|  |              |

|  | Camptosaurus                                               |
|  |                                                            |
|  | \| \| Iguanodon \| \| \| \| \| \| Ouranosaurus \| \| \| \| |
|  |                                                            |
|  | Iguanodon                                                  |
|  |                                                            |
|  | Ouranosaurus                                               |
|  |                                                            |

|  | Iguanodon    |
|  |              |
|  | Ouranosaurus |
|  |              |

|  | Muttaburrasaurus |
|  |                  |
|  | Rhabdodontidae   |
|  |                  |

|  | Camptosaurus                                               |
|  |                                                            |
|  | \| \| Iguanodon \| \| \| \| \| \| Ouranosaurus \| \| \| \| |
|  |                                                            |
|  | Iguanodon                                                  |
|  |                                                            |
|  | Ouranosaurus                                               |
|  |                                                            |

|  | Iguanodon    |
|  |              |
|  | Ouranosaurus |
|  |              |

|  | Camptosaurus                                               |
|  |                                                            |
|  | \| \| Iguanodon \| \| \| \| \| \| Ouranosaurus \| \| \| \| |
|  |                                                            |
|  | Iguanodon                                                  |
|  |                                                            |
|  | Ouranosaurus                                               |
|  |                                                            |

|  | Iguanodon    |
|  |              |
|  | Ouranosaurus |
|  |              |

|  | Camptosaurus                                               |
|  |                                                            |
|  | \| \| Iguanodon \| \| \| \| \| \| Ouranosaurus \| \| \| \| |
|  |                                                            |
|  | Iguanodon                                                  |
|  |                                                            |
|  | Ouranosaurus                                               |
|  |                                                            |

|  | Iguanodon    |
|  |              |
|  | Ouranosaurus |
|  |              |

|  | Camptosaurus                                               |
|  |                                                            |
|  | \| \| Iguanodon \| \| \| \| \| \| Ouranosaurus \| \| \| \| |
|  |                                                            |
|  | Iguanodon                                                  |
|  |                                                            |
|  | Ouranosaurus                                               |
|  |                                                            |

|  | Iguanodon    |
|  |              |
|  | Ouranosaurus |
|  |              |

|  | Muttaburrasaurus |
|  |                  |
|  | Rhabdodontidae   |
|  |                  |

|  | Camptosaurus                                               |
|  |                                                            |
|  | \| \| Iguanodon \| \| \| \| \| \| Ouranosaurus \| \| \| \| |
|  |                                                            |
|  | Iguanodon                                                  |
|  |                                                            |
|  | Ouranosaurus                                               |
|  |                                                            |

|  | Iguanodon    |
|  |              |
|  | Ouranosaurus |
|  |              |

|  | Camptosaurus                                               |
|  |                                                            |
|  | \| \| Iguanodon \| \| \| \| \| \| Ouranosaurus \| \| \| \| |
|  |                                                            |
|  | Iguanodon                                                  |
|  |                                                            |
|  | Ouranosaurus                                               |
|  |                                                            |

|  | Iguanodon    |
|  |              |
|  | Ouranosaurus |
|  |              |

|  | Camptosaurus                                               |
|  |                                                            |
|  | \| \| Iguanodon \| \| \| \| \| \| Ouranosaurus \| \| \| \| |
|  |                                                            |
|  | Iguanodon                                                  |
|  |                                                            |
|  | Ouranosaurus                                               |
|  |                                                            |

|  | Iguanodon    |
|  |              |
|  | Ouranosaurus |
|  |              |

|  | Camptosaurus                                               |
|  |                                                            |
|  | \| \| Iguanodon \| \| \| \| \| \| Ouranosaurus \| \| \| \| |
|  |                                                            |
|  | Iguanodon                                                  |
|  |                                                            |
|  | Ouranosaurus                                               |
|  |                                                            |

|  | Iguanodon    |
|  |              |
|  | Ouranosaurus |
|  |              |

|  | Muttaburrasaurus |
|  |                  |
|  | Rhabdodontidae   |
|  |                  |

|  | Camptosaurus                                               |
|  |                                                            |
|  | \| \| Iguanodon \| \| \| \| \| \| Ouranosaurus \| \| \| \| |
|  |                                                            |
|  | Iguanodon                                                  |
|  |                                                            |
|  | Ouranosaurus                                               |
|  |                                                            |

|  | Iguanodon    |
|  |              |
|  | Ouranosaurus |
|  |              |

|  | Camptosaurus                                               |
|  |                                                            |
|  | \| \| Iguanodon \| \| \| \| \| \| Ouranosaurus \| \| \| \| |
|  |                                                            |
|  | Iguanodon                                                  |
|  |                                                            |
|  | Ouranosaurus                                               |
|  |                                                            |

|  | Iguanodon    |
|  |              |
|  | Ouranosaurus |
|  |              |

|  | Camptosaurus                                               |
|  |                                                            |
|  | \| \| Iguanodon \| \| \| \| \| \| Ouranosaurus \| \| \| \| |
|  |                                                            |
|  | Iguanodon                                                  |
|  |                                                            |
|  | Ouranosaurus                                               |
|  |                                                            |

|  | Iguanodon    |
|  |              |
|  | Ouranosaurus |
|  |              |

|  | Camptosaurus                                               |
|  |                                                            |
|  | \| \| Iguanodon \| \| \| \| \| \| Ouranosaurus \| \| \| \| |
|  |                                                            |
|  | Iguanodon                                                  |
|  |                                                            |
|  | Ouranosaurus                                               |
|  |                                                            |

|  | Iguanodon    |
|  |              |
|  | Ouranosaurus |
|  |              |

|  | Muttaburrasaurus |
|  |                  |
|  | Rhabdodontidae   |
|  |                  |

|  | Camptosaurus                                               |
|  |                                                            |
|  | \| \| Iguanodon \| \| \| \| \| \| Ouranosaurus \| \| \| \| |
|  |                                                            |
|  | Iguanodon                                                  |
|  |                                                            |
|  | Ouranosaurus                                               |
|  |                                                            |

|  | Iguanodon    |
|  |              |
|  | Ouranosaurus |
|  |              |

|  | Camptosaurus                                               |
|  |                                                            |
|  | \| \| Iguanodon \| \| \| \| \| \| Ouranosaurus \| \| \| \| |
|  |                                                            |
|  | Iguanodon                                                  |
|  |                                                            |
|  | Ouranosaurus                                               |
|  |                                                            |

|  | Iguanodon    |
|  |              |
|  | Ouranosaurus |
|  |              |

|  | Camptosaurus                                               |
|  |                                                            |
|  | \| \| Iguanodon \| \| \| \| \| \| Ouranosaurus \| \| \| \| |
|  |                                                            |
|  | Iguanodon                                                  |
|  |                                                            |
|  | Ouranosaurus                                               |
|  |                                                            |

|  | Iguanodon    |
|  |              |
|  | Ouranosaurus |
|  |              |

|  | Camptosaurus                                               |
|  |                                                            |
|  | \| \| Iguanodon \| \| \| \| \| \| Ouranosaurus \| \| \| \| |
|  |                                                            |
|  | Iguanodon                                                  |
|  |                                                            |
|  | Ouranosaurus                                               |
|  |                                                            |

|  | Iguanodon    |
|  |              |
|  | Ouranosaurus |
|  |              |

|  | Muttaburrasaurus |
|  |                  |
|  | Rhabdodontidae   |
|  |                  |

|  | Camptosaurus                                               |
|  |                                                            |
|  | \| \| Iguanodon \| \| \| \| \| \| Ouranosaurus \| \| \| \| |
|  |                                                            |
|  | Iguanodon                                                  |
|  |                                                            |
|  | Ouranosaurus                                               |
|  |                                                            |

|  | Iguanodon    |
|  |              |
|  | Ouranosaurus |
|  |              |

|  | Camptosaurus                                               |
|  |                                                            |
|  | \| \| Iguanodon \| \| \| \| \| \| Ouranosaurus \| \| \| \| |
|  |                                                            |
|  | Iguanodon                                                  |
|  |                                                            |
|  | Ouranosaurus                                               |
|  |                                                            |

|  | Iguanodon    |
|  |              |
|  | Ouranosaurus |
|  |              |

|  | Camptosaurus                                               |
|  |                                                            |
|  | \| \| Iguanodon \| \| \| \| \| \| Ouranosaurus \| \| \| \| |
|  |                                                            |
|  | Iguanodon                                                  |
|  |                                                            |
|  | Ouranosaurus                                               |
|  |                                                            |

|  | Iguanodon    |
|  |              |
|  | Ouranosaurus |
|  |              |

|  | Camptosaurus                                               |
|  |                                                            |
|  | \| \| Iguanodon \| \| \| \| \| \| Ouranosaurus \| \| \| \| |
|  |                                                            |
|  | Iguanodon                                                  |
|  |                                                            |
|  | Ouranosaurus                                               |
|  |                                                            |

|  | Iguanodon    |
|  |              |
|  | Ouranosaurus |
|  |              |

|  | Muttaburrasaurus |
|  |                  |
|  | Rhabdodontidae   |
|  |                  |

|  | Camptosaurus                                               |
|  |                                                            |
|  | \| \| Iguanodon \| \| \| \| \| \| Ouranosaurus \| \| \| \| |
|  |                                                            |
|  | Iguanodon                                                  |
|  |                                                            |
|  | Ouranosaurus                                               |
|  |                                                            |

|  | Iguanodon    |
|  |              |
|  | Ouranosaurus |
|  |              |

|  | Camptosaurus                                               |
|  |                                                            |
|  | \| \| Iguanodon \| \| \| \| \| \| Ouranosaurus \| \| \| \| |
|  |                                                            |
|  | Iguanodon                                                  |
|  |                                                            |
|  | Ouranosaurus                                               |
|  |                                                            |

|  | Iguanodon    |
|  |              |
|  | Ouranosaurus |
|  |              |

|  | Camptosaurus                                               |
|  |                                                            |
|  | \| \| Iguanodon \| \| \| \| \| \| Ouranosaurus \| \| \| \| |
|  |                                                            |
|  | Iguanodon                                                  |
|  |                                                            |
|  | Ouranosaurus                                               |
|  |                                                            |

|  | Iguanodon    |
|  |              |
|  | Ouranosaurus |
|  |              |

|  | Camptosaurus                                               |
|  |                                                            |
|  | \| \| Iguanodon \| \| \| \| \| \| Ouranosaurus \| \| \| \| |
|  |                                                            |
|  | Iguanodon                                                  |
|  |                                                            |
|  | Ouranosaurus                                               |
|  |                                                            |

|  | Iguanodon    |
|  |              |
|  | Ouranosaurus |
|  |              |

|  | Muttaburrasaurus |
|  |                  |
|  | Rhabdodontidae   |
|  |                  |

|  | Camptosaurus                                               |
|  |                                                            |
|  | \| \| Iguanodon \| \| \| \| \| \| Ouranosaurus \| \| \| \| |
|  |                                                            |
|  | Iguanodon                                                  |
|  |                                                            |
|  | Ouranosaurus                                               |
|  |                                                            |

|  | Iguanodon    |
|  |              |
|  | Ouranosaurus |
|  |              |

|  | Camptosaurus                                               |
|  |                                                            |
|  | \| \| Iguanodon \| \| \| \| \| \| Ouranosaurus \| \| \| \| |
|  |                                                            |
|  | Iguanodon                                                  |
|  |                                                            |
|  | Ouranosaurus                                               |
|  |                                                            |

|  | Iguanodon    |
|  |              |
|  | Ouranosaurus |
|  |              |

|  | Camptosaurus                                               |
|  |                                                            |
|  | \| \| Iguanodon \| \| \| \| \| \| Ouranosaurus \| \| \| \| |
|  |                                                            |
|  | Iguanodon                                                  |
|  |                                                            |
|  | Ouranosaurus                                               |
|  |                                                            |

|  | Iguanodon    |
|  |              |
|  | Ouranosaurus |
|  |              |

|  | Camptosaurus                                               |
|  |                                                            |
|  | \| \| Iguanodon \| \| \| \| \| \| Ouranosaurus \| \| \| \| |
|  |                                                            |
|  | Iguanodon                                                  |
|  |                                                            |
|  | Ouranosaurus                                               |
|  |                                                            |

|  | Iguanodon    |
|  |              |
|  | Ouranosaurus |
|  |              |

|  | Muttaburrasaurus |
|  |                  |
|  | Rhabdodontidae   |
|  |                  |

|  | Camptosaurus                                               |
|  |                                                            |
|  | \| \| Iguanodon \| \| \| \| \| \| Ouranosaurus \| \| \| \| |
|  |                                                            |
|  | Iguanodon                                                  |
|  |                                                            |
|  | Ouranosaurus                                               |
|  |                                                            |

|  | Iguanodon    |
|  |              |
|  | Ouranosaurus |
|  |              |

|  | Camptosaurus                                               |
|  |                                                            |
|  | \| \| Iguanodon \| \| \| \| \| \| Ouranosaurus \| \| \| \| |
|  |                                                            |
|  | Iguanodon                                                  |
|  |                                                            |
|  | Ouranosaurus                                               |
|  |                                                            |

|  | Iguanodon    |
|  |              |
|  | Ouranosaurus |
|  |              |

|  | Camptosaurus                                               |
|  |                                                            |
|  | \| \| Iguanodon \| \| \| \| \| \| Ouranosaurus \| \| \| \| |
|  |                                                            |
|  | Iguanodon                                                  |
|  |                                                            |
|  | Ouranosaurus                                               |
|  |                                                            |

|  | Iguanodon    |
|  |              |
|  | Ouranosaurus |
|  |              |

|  | Camptosaurus                                               |
|  |                                                            |
|  | \| \| Iguanodon \| \| \| \| \| \| Ouranosaurus \| \| \| \| |
|  |                                                            |
|  | Iguanodon                                                  |
|  |                                                            |
|  | Ouranosaurus                                               |
|  |                                                            |

|  | Iguanodon    |
|  |              |
|  | Ouranosaurus |
|  |              |

|  | Muttaburrasaurus |
|  |                  |
|  | Rhabdodontidae   |
|  |                  |

|  | Camptosaurus                                               |
|  |                                                            |
|  | \| \| Iguanodon \| \| \| \| \| \| Ouranosaurus \| \| \| \| |
|  |                                                            |
|  | Iguanodon                                                  |
|  |                                                            |
|  | Ouranosaurus                                               |
|  |                                                            |

|  | Iguanodon    |
|  |              |
|  | Ouranosaurus |
|  |              |

|  | Camptosaurus                                               |
|  |                                                            |
|  | \| \| Iguanodon \| \| \| \| \| \| Ouranosaurus \| \| \| \| |
|  |                                                            |
|  | Iguanodon                                                  |
|  |                                                            |
|  | Ouranosaurus                                               |
|  |                                                            |

|  | Iguanodon    |
|  |              |
|  | Ouranosaurus |
|  |              |

|  | Camptosaurus                                               |
|  |                                                            |
|  | \| \| Iguanodon \| \| \| \| \| \| Ouranosaurus \| \| \| \| |
|  |                                                            |
|  | Iguanodon                                                  |
|  |                                                            |
|  | Ouranosaurus                                               |
|  |                                                            |

|  | Iguanodon    |
|  |              |
|  | Ouranosaurus |
|  |              |

|  | Camptosaurus                                               |
|  |                                                            |
|  | \| \| Iguanodon \| \| \| \| \| \| Ouranosaurus \| \| \| \| |
|  |                                                            |
|  | Iguanodon                                                  |
|  |                                                            |
|  | Ouranosaurus                                               |
|  |                                                            |

|  | Iguanodon    |
|  |              |
|  | Ouranosaurus |
|  |              |

|  | Muttaburrasaurus |
|  |                  |
|  | Rhabdodontidae   |
|  |                  |

|  | Camptosaurus                                               |
|  |                                                            |
|  | \| \| Iguanodon \| \| \| \| \| \| Ouranosaurus \| \| \| \| |
|  |                                                            |
|  | Iguanodon                                                  |
|  |                                                            |
|  | Ouranosaurus                                               |
|  |                                                            |

|  | Iguanodon    |
|  |              |
|  | Ouranosaurus |
|  |              |

|  | Camptosaurus                                               |
|  |                                                            |
|  | \| \| Iguanodon \| \| \| \| \| \| Ouranosaurus \| \| \| \| |
|  |                                                            |
|  | Iguanodon                                                  |
|  |                                                            |
|  | Ouranosaurus                                               |
|  |                                                            |

|  | Iguanodon    |
|  |              |
|  | Ouranosaurus |
|  |              |

|  | Camptosaurus                                               |
|  |                                                            |
|  | \| \| Iguanodon \| \| \| \| \| \| Ouranosaurus \| \| \| \| |
|  |                                                            |
|  | Iguanodon                                                  |
|  |                                                            |
|  | Ouranosaurus                                               |
|  |                                                            |

|  | Iguanodon    |
|  |              |
|  | Ouranosaurus |
|  |              |

|  | Camptosaurus                                               |
|  |                                                            |
|  | \| \| Iguanodon \| \| \| \| \| \| Ouranosaurus \| \| \| \| |
|  |                                                            |
|  | Iguanodon                                                  |
|  |                                                            |
|  | Ouranosaurus                                               |
|  |                                                            |

|  | Iguanodon    |
|  |              |
|  | Ouranosaurus |
|  |              |

|  | Muttaburrasaurus |
|  |                  |
|  | Rhabdodontidae   |
|  |                  |

|  | Camptosaurus                                               |
|  |                                                            |
|  | \| \| Iguanodon \| \| \| \| \| \| Ouranosaurus \| \| \| \| |
|  |                                                            |
|  | Iguanodon                                                  |
|  |                                                            |
|  | Ouranosaurus                                               |
|  |                                                            |

|  | Iguanodon    |
|  |              |
|  | Ouranosaurus |
|  |              |

|  | Camptosaurus                                               |
|  |                                                            |
|  | \| \| Iguanodon \| \| \| \| \| \| Ouranosaurus \| \| \| \| |
|  |                                                            |
|  | Iguanodon                                                  |
|  |                                                            |
|  | Ouranosaurus                                               |
|  |                                                            |

|  | Iguanodon    |
|  |              |
|  | Ouranosaurus |
|  |              |

|  | Camptosaurus                                               |
|  |                                                            |
|  | \| \| Iguanodon \| \| \| \| \| \| Ouranosaurus \| \| \| \| |
|  |                                                            |
|  | Iguanodon                                                  |
|  |                                                            |
|  | Ouranosaurus                                               |
|  |                                                            |

|  | Iguanodon    |
|  |              |
|  | Ouranosaurus |
|  |              |

|  | Camptosaurus                                               |
|  |                                                            |
|  | \| \| Iguanodon \| \| \| \| \| \| Ouranosaurus \| \| \| \| |
|  |                                                            |
|  | Iguanodon                                                  |
|  |                                                            |
|  | Ouranosaurus                                               |
|  |                                                            |

|  | Iguanodon    |
|  |              |
|  | Ouranosaurus |
|  |              |

|  | Muttaburrasaurus |
|  |                  |
|  | Rhabdodontidae   |
|  |                  |

|  | Camptosaurus                                               |
|  |                                                            |
|  | \| \| Iguanodon \| \| \| \| \| \| Ouranosaurus \| \| \| \| |
|  |                                                            |
|  | Iguanodon                                                  |
|  |                                                            |
|  | Ouranosaurus                                               |
|  |                                                            |

|  | Iguanodon    |
|  |              |
|  | Ouranosaurus |
|  |              |

|  | Camptosaurus                                               |
|  |                                                            |
|  | \| \| Iguanodon \| \| \| \| \| \| Ouranosaurus \| \| \| \| |
|  |                                                            |
|  | Iguanodon                                                  |
|  |                                                            |
|  | Ouranosaurus                                               |
|  |                                                            |

|  | Iguanodon    |
|  |              |
|  | Ouranosaurus |
|  |              |

|  | Camptosaurus                                               |
|  |                                                            |
|  | \| \| Iguanodon \| \| \| \| \| \| Ouranosaurus \| \| \| \| |
|  |                                                            |
|  | Iguanodon                                                  |
|  |                                                            |
|  | Ouranosaurus                                               |
|  |                                                            |

|  | Iguanodon    |
|  |              |
|  | Ouranosaurus |
|  |              |

|  | Camptosaurus                                               |
|  |                                                            |
|  | \| \| Iguanodon \| \| \| \| \| \| Ouranosaurus \| \| \| \| |
|  |                                                            |
|  | Iguanodon                                                  |
|  |                                                            |
|  | Ouranosaurus                                               |
|  |                                                            |

|  | Iguanodon    |
|  |              |
|  | Ouranosaurus |
|  |              |

|  | Muttaburrasaurus |
|  |                  |
|  | Rhabdodontidae   |
|  |                  |

|  | Camptosaurus                                               |
|  |                                                            |
|  | \| \| Iguanodon \| \| \| \| \| \| Ouranosaurus \| \| \| \| |
|  |                                                            |
|  | Iguanodon                                                  |
|  |                                                            |
|  | Ouranosaurus                                               |
|  |                                                            |

|  | Iguanodon    |
|  |              |
|  | Ouranosaurus |
|  |              |

|  | Camptosaurus                                               |
|  |                                                            |
|  | \| \| Iguanodon \| \| \| \| \| \| Ouranosaurus \| \| \| \| |
|  |                                                            |
|  | Iguanodon                                                  |
|  |                                                            |
|  | Ouranosaurus                                               |
|  |                                                            |

|  | Iguanodon    |
|  |              |
|  | Ouranosaurus |
|  |              |

|  | Camptosaurus                                               |
|  |                                                            |
|  | \| \| Iguanodon \| \| \| \| \| \| Ouranosaurus \| \| \| \| |
|  |                                                            |
|  | Iguanodon                                                  |
|  |                                                            |
|  | Ouranosaurus                                               |
|  |                                                            |

|  | Iguanodon    |
|  |              |
|  | Ouranosaurus |
|  |              |

|  | Camptosaurus                                               |
|  |                                                            |
|  | \| \| Iguanodon \| \| \| \| \| \| Ouranosaurus \| \| \| \| |
|  |                                                            |
|  | Iguanodon                                                  |
|  |                                                            |
|  | Ouranosaurus                                               |
|  |                                                            |

|  | Iguanodon    |
|  |              |
|  | Ouranosaurus |
|  |              |

|  | Muttaburrasaurus |
|  |                  |
|  | Rhabdodontidae   |
|  |                  |

|  | Camptosaurus                                               |
|  |                                                            |
|  | \| \| Iguanodon \| \| \| \| \| \| Ouranosaurus \| \| \| \| |
|  |                                                            |
|  | Iguanodon                                                  |
|  |                                                            |
|  | Ouranosaurus                                               |
|  |                                                            |

|  | Iguanodon    |
|  |              |
|  | Ouranosaurus |
|  |              |

|  | Camptosaurus                                               |
|  |                                                            |
|  | \| \| Iguanodon \| \| \| \| \| \| Ouranosaurus \| \| \| \| |
|  |                                                            |
|  | Iguanodon                                                  |
|  |                                                            |
|  | Ouranosaurus                                               |
|  |                                                            |

|  | Iguanodon    |
|  |              |
|  | Ouranosaurus |
|  |              |

|  | Camptosaurus                                               |
|  |                                                            |
|  | \| \| Iguanodon \| \| \| \| \| \| Ouranosaurus \| \| \| \| |
|  |                                                            |
|  | Iguanodon                                                  |
|  |                                                            |
|  | Ouranosaurus                                               |
|  |                                                            |

|  | Iguanodon    |
|  |              |
|  | Ouranosaurus |
|  |              |

|  | Camptosaurus                                               |
|  |                                                            |
|  | \| \| Iguanodon \| \| \| \| \| \| Ouranosaurus \| \| \| \| |
|  |                                                            |
|  | Iguanodon                                                  |
|  |                                                            |
|  | Ouranosaurus                                               |
|  |                                                            |

|  | Iguanodon    |
|  |              |
|  | Ouranosaurus |
|  |              |

|  | Muttaburrasaurus |
|  |                  |
|  | Rhabdodontidae   |
|  |                  |

|  | Camptosaurus                                               |
|  |                                                            |
|  | \| \| Iguanodon \| \| \| \| \| \| Ouranosaurus \| \| \| \| |
|  |                                                            |
|  | Iguanodon                                                  |
|  |                                                            |
|  | Ouranosaurus                                               |
|  |                                                            |

|  | Iguanodon    |
|  |              |
|  | Ouranosaurus |
|  |              |

|  | Camptosaurus                                               |
|  |                                                            |
|  | \| \| Iguanodon \| \| \| \| \| \| Ouranosaurus \| \| \| \| |
|  |                                                            |
|  | Iguanodon                                                  |
|  |                                                            |
|  | Ouranosaurus                                               |
|  |                                                            |

|  | Iguanodon    |
|  |              |
|  | Ouranosaurus |
|  |              |

|  | Camptosaurus                                               |
|  |                                                            |
|  | \| \| Iguanodon \| \| \| \| \| \| Ouranosaurus \| \| \| \| |
|  |                                                            |
|  | Iguanodon                                                  |
|  |                                                            |
|  | Ouranosaurus                                               |
|  |                                                            |

|  | Iguanodon    |
|  |              |
|  | Ouranosaurus |
|  |              |

|  | Camptosaurus                                               |
|  |                                                            |
|  | \| \| Iguanodon \| \| \| \| \| \| Ouranosaurus \| \| \| \| |
|  |                                                            |
|  | Iguanodon                                                  |
|  |                                                            |
|  | Ouranosaurus                                               |
|  |                                                            |

|  | Iguanodon    |
|  |              |
|  | Ouranosaurus |
|  |              |

|  | Muttaburrasaurus |
|  |                  |
|  | Rhabdodontidae   |
|  |                  |

|  | Camptosaurus                                               |
|  |                                                            |
|  | \| \| Iguanodon \| \| \| \| \| \| Ouranosaurus \| \| \| \| |
|  |                                                            |
|  | Iguanodon                                                  |
|  |                                                            |
|  | Ouranosaurus                                               |
|  |                                                            |

|  | Iguanodon    |
|  |              |
|  | Ouranosaurus |
|  |              |

|  | Camptosaurus                                               |
|  |                                                            |
|  | \| \| Iguanodon \| \| \| \| \| \| Ouranosaurus \| \| \| \| |
|  |                                                            |
|  | Iguanodon                                                  |
|  |                                                            |
|  | Ouranosaurus                                               |
|  |                                                            |

|  | Iguanodon    |
|  |              |
|  | Ouranosaurus |
|  |              |

|  | Camptosaurus                                               |
|  |                                                            |
|  | \| \| Iguanodon \| \| \| \| \| \| Ouranosaurus \| \| \| \| |
|  |                                                            |
|  | Iguanodon                                                  |
|  |                                                            |
|  | Ouranosaurus                                               |
|  |                                                            |

|  | Iguanodon    |
|  |              |
|  | Ouranosaurus |
|  |              |

|  | Camptosaurus                                               |
|  |                                                            |
|  | \| \| Iguanodon \| \| \| \| \| \| Ouranosaurus \| \| \| \| |
|  |                                                            |
|  | Iguanodon                                                  |
|  |                                                            |
|  | Ouranosaurus                                               |
|  |                                                            |

|  | Iguanodon    |
|  |              |
|  | Ouranosaurus |
|  |              |

|  | Muttaburrasaurus |
|  |                  |
|  | Rhabdodontidae   |
|  |                  |

|  | Camptosaurus                                               |
|  |                                                            |
|  | \| \| Iguanodon \| \| \| \| \| \| Ouranosaurus \| \| \| \| |
|  |                                                            |
|  | Iguanodon                                                  |
|  |                                                            |
|  | Ouranosaurus                                               |
|  |                                                            |

|  | Iguanodon    |
|  |              |
|  | Ouranosaurus |
|  |              |

|  | Camptosaurus                                               |
|  |                                                            |
|  | \| \| Iguanodon \| \| \| \| \| \| Ouranosaurus \| \| \| \| |
|  |                                                            |
|  | Iguanodon                                                  |
|  |                                                            |
|  | Ouranosaurus                                               |
|  |                                                            |

|  | Iguanodon    |
|  |              |
|  | Ouranosaurus |
|  |              |

|  | Camptosaurus                                               |
|  |                                                            |
|  | \| \| Iguanodon \| \| \| \| \| \| Ouranosaurus \| \| \| \| |
|  |                                                            |
|  | Iguanodon                                                  |
|  |                                                            |
|  | Ouranosaurus                                               |
|  |                                                            |

|  | Iguanodon    |
|  |              |
|  | Ouranosaurus |
|  |              |

|  | Camptosaurus                                               |
|  |                                                            |
|  | \| \| Iguanodon \| \| \| \| \| \| Ouranosaurus \| \| \| \| |
|  |                                                            |
|  | Iguanodon                                                  |
|  |                                                            |
|  | Ouranosaurus                                               |
|  |                                                            |

|  | Iguanodon    |
|  |              |
|  | Ouranosaurus |
|  |              |

|  | Muttaburrasaurus |
|  |                  |
|  | Rhabdodontidae   |
|  |                  |

|  | Camptosaurus                                               |
|  |                                                            |
|  | \| \| Iguanodon \| \| \| \| \| \| Ouranosaurus \| \| \| \| |
|  |                                                            |
|  | Iguanodon                                                  |
|  |                                                            |
|  | Ouranosaurus                                               |
|  |                                                            |

|  | Iguanodon    |
|  |              |
|  | Ouranosaurus |
|  |              |

|  | Camptosaurus                                               |
|  |                                                            |
|  | \| \| Iguanodon \| \| \| \| \| \| Ouranosaurus \| \| \| \| |
|  |                                                            |
|  | Iguanodon                                                  |
|  |                                                            |
|  | Ouranosaurus                                               |
|  |                                                            |

|  | Iguanodon    |
|  |              |
|  | Ouranosaurus |
|  |              |

|  | Camptosaurus                                               |
|  |                                                            |
|  | \| \| Iguanodon \| \| \| \| \| \| Ouranosaurus \| \| \| \| |
|  |                                                            |
|  | Iguanodon                                                  |
|  |                                                            |
|  | Ouranosaurus                                               |
|  |                                                            |

|  | Iguanodon    |
|  |              |
|  | Ouranosaurus |
|  |              |

|  | Camptosaurus                                               |
|  |                                                            |
|  | \| \| Iguanodon \| \| \| \| \| \| Ouranosaurus \| \| \| \| |
|  |                                                            |
|  | Iguanodon                                                  |
|  |                                                            |
|  | Ouranosaurus                                               |
|  |                                                            |

|  | Iguanodon    |
|  |              |
|  | Ouranosaurus |
|  |              |

|  | Muttaburrasaurus |
|  |                  |
|  | Rhabdodontidae   |
|  |                  |

|  | Camptosaurus                                               |
|  |                                                            |
|  | \| \| Iguanodon \| \| \| \| \| \| Ouranosaurus \| \| \| \| |
|  |                                                            |
|  | Iguanodon                                                  |
|  |                                                            |
|  | Ouranosaurus                                               |
|  |                                                            |

|  | Iguanodon    |
|  |              |
|  | Ouranosaurus |
|  |              |

|  | Camptosaurus                                               |
|  |                                                            |
|  | \| \| Iguanodon \| \| \| \| \| \| Ouranosaurus \| \| \| \| |
|  |                                                            |
|  | Iguanodon                                                  |
|  |                                                            |
|  | Ouranosaurus                                               |
|  |                                                            |

|  | Iguanodon    |
|  |              |
|  | Ouranosaurus |
|  |              |

|  | Camptosaurus                                               |
|  |                                                            |
|  | \| \| Iguanodon \| \| \| \| \| \| Ouranosaurus \| \| \| \| |
|  |                                                            |
|  | Iguanodon                                                  |
|  |                                                            |
|  | Ouranosaurus                                               |
|  |                                                            |

|  | Iguanodon    |
|  |              |
|  | Ouranosaurus |
|  |              |

|  | Camptosaurus                                               |
|  |                                                            |
|  | \| \| Iguanodon \| \| \| \| \| \| Ouranosaurus \| \| \| \| |
|  |                                                            |
|  | Iguanodon                                                  |
|  |                                                            |
|  | Ouranosaurus                                               |
|  |                                                            |

|  | Iguanodon    |
|  |              |
|  | Ouranosaurus |
|  |              |

|  | Muttaburrasaurus |
|  |                  |
|  | Rhabdodontidae   |
|  |                  |

|  | Camptosaurus                                               |
|  |                                                            |
|  | \| \| Iguanodon \| \| \| \| \| \| Ouranosaurus \| \| \| \| |
|  |                                                            |
|  | Iguanodon                                                  |
|  |                                                            |
|  | Ouranosaurus                                               |
|  |                                                            |

|  | Iguanodon    |
|  |              |
|  | Ouranosaurus |
|  |              |

|  | Camptosaurus                                               |
|  |                                                            |
|  | \| \| Iguanodon \| \| \| \| \| \| Ouranosaurus \| \| \| \| |
|  |                                                            |
|  | Iguanodon                                                  |
|  |                                                            |
|  | Ouranosaurus                                               |
|  |                                                            |

|  | Iguanodon    |
|  |              |
|  | Ouranosaurus |
|  |              |

|  | Camptosaurus                                               |
|  |                                                            |
|  | \| \| Iguanodon \| \| \| \| \| \| Ouranosaurus \| \| \| \| |
|  |                                                            |
|  | Iguanodon                                                  |
|  |                                                            |
|  | Ouranosaurus                                               |
|  |                                                            |

|  | Iguanodon    |
|  |              |
|  | Ouranosaurus |
|  |              |

|  | Camptosaurus                                               |
|  |                                                            |
|  | \| \| Iguanodon \| \| \| \| \| \| Ouranosaurus \| \| \| \| |
|  |                                                            |
|  | Iguanodon                                                  |
|  |                                                            |
|  | Ouranosaurus                                               |
|  |                                                            |

|  | Iguanodon    |
|  |              |
|  | Ouranosaurus |
|  |              |

|  | Muttaburrasaurus |
|  |                  |
|  | Rhabdodontidae   |
|  |                  |

|  | Camptosaurus                                               |
|  |                                                            |
|  | \| \| Iguanodon \| \| \| \| \| \| Ouranosaurus \| \| \| \| |
|  |                                                            |
|  | Iguanodon                                                  |
|  |                                                            |
|  | Ouranosaurus                                               |
|  |                                                            |

|  | Iguanodon    |
|  |              |
|  | Ouranosaurus |
|  |              |

|  | Camptosaurus                                               |
|  |                                                            |
|  | \| \| Iguanodon \| \| \| \| \| \| Ouranosaurus \| \| \| \| |
|  |                                                            |
|  | Iguanodon                                                  |
|  |                                                            |
|  | Ouranosaurus                                               |
|  |                                                            |

|  | Iguanodon    |
|  |              |
|  | Ouranosaurus |
|  |              |

|  | Camptosaurus                                               |
|  |                                                            |
|  | \| \| Iguanodon \| \| \| \| \| \| Ouranosaurus \| \| \| \| |
|  |                                                            |
|  | Iguanodon                                                  |
|  |                                                            |
|  | Ouranosaurus                                               |
|  |                                                            |

|  | Iguanodon    |
|  |              |
|  | Ouranosaurus |
|  |              |

|  | Camptosaurus                                               |
|  |                                                            |
|  | \| \| Iguanodon \| \| \| \| \| \| Ouranosaurus \| \| \| \| |
|  |                                                            |
|  | Iguanodon                                                  |
|  |                                                            |
|  | Ouranosaurus                                               |
|  |                                                            |

|  | Iguanodon    |
|  |              |
|  | Ouranosaurus |
|  |              |

|  | Muttaburrasaurus |
|  |                  |
|  | Rhabdodontidae   |
|  |                  |

|  | Camptosaurus                                               |
|  |                                                            |
|  | \| \| Iguanodon \| \| \| \| \| \| Ouranosaurus \| \| \| \| |
|  |                                                            |
|  | Iguanodon                                                  |
|  |                                                            |
|  | Ouranosaurus                                               |
|  |                                                            |

|  | Iguanodon    |
|  |              |
|  | Ouranosaurus |
|  |              |

|  | Camptosaurus                                               |
|  |                                                            |
|  | \| \| Iguanodon \| \| \| \| \| \| Ouranosaurus \| \| \| \| |
|  |                                                            |
|  | Iguanodon                                                  |
|  |                                                            |
|  | Ouranosaurus                                               |
|  |                                                            |

|  | Iguanodon    |
|  |              |
|  | Ouranosaurus |
|  |              |

|  | Camptosaurus                                               |
|  |                                                            |
|  | \| \| Iguanodon \| \| \| \| \| \| Ouranosaurus \| \| \| \| |
|  |                                                            |
|  | Iguanodon                                                  |
|  |                                                            |
|  | Ouranosaurus                                               |
|  |                                                            |

|  | Iguanodon    |
|  |              |
|  | Ouranosaurus |
|  |              |

|  | Camptosaurus                                               |
|  |                                                            |
|  | \| \| Iguanodon \| \| \| \| \| \| Ouranosaurus \| \| \| \| |
|  |                                                            |
|  | Iguanodon                                                  |
|  |                                                            |
|  | Ouranosaurus                                               |
|  |                                                            |

|  | Iguanodon    |
|  |              |
|  | Ouranosaurus |
|  |              |

|  | Muttaburrasaurus |
|  |                  |
|  | Rhabdodontidae   |
|  |                  |

|  | Camptosaurus                                               |
|  |                                                            |
|  | \| \| Iguanodon \| \| \| \| \| \| Ouranosaurus \| \| \| \| |
|  |                                                            |
|  | Iguanodon                                                  |
|  |                                                            |
|  | Ouranosaurus                                               |
|  |                                                            |

|  | Iguanodon    |
|  |              |
|  | Ouranosaurus |
|  |              |

|  | Camptosaurus                                               |
|  |                                                            |
|  | \| \| Iguanodon \| \| \| \| \| \| Ouranosaurus \| \| \| \| |
|  |                                                            |
|  | Iguanodon                                                  |
|  |                                                            |
|  | Ouranosaurus                                               |
|  |                                                            |

|  | Iguanodon    |
|  |              |
|  | Ouranosaurus |
|  |              |

|  | Camptosaurus                                               |
|  |                                                            |
|  | \| \| Iguanodon \| \| \| \| \| \| Ouranosaurus \| \| \| \| |
|  |                                                            |
|  | Iguanodon                                                  |
|  |                                                            |
|  | Ouranosaurus                                               |
|  |                                                            |

|  | Iguanodon    |
|  |              |
|  | Ouranosaurus |
|  |              |

|  | Camptosaurus                                               |
|  |                                                            |
|  | \| \| Iguanodon \| \| \| \| \| \| Ouranosaurus \| \| \| \| |
|  |                                                            |
|  | Iguanodon                                                  |
|  |                                                            |
|  | Ouranosaurus                                               |
|  |                                                            |

|  | Iguanodon    |
|  |              |
|  | Ouranosaurus |
|  |              |

|  | Muttaburrasaurus |
|  |                  |
|  | Rhabdodontidae   |
|  |                  |

|  | Camptosaurus                                               |
|  |                                                            |
|  | \| \| Iguanodon \| \| \| \| \| \| Ouranosaurus \| \| \| \| |
|  |                                                            |
|  | Iguanodon                                                  |
|  |                                                            |
|  | Ouranosaurus                                               |
|  |                                                            |

|  | Iguanodon    |
|  |              |
|  | Ouranosaurus |
|  |              |

|  | Camptosaurus                                               |
|  |                                                            |
|  | \| \| Iguanodon \| \| \| \| \| \| Ouranosaurus \| \| \| \| |
|  |                                                            |
|  | Iguanodon                                                  |
|  |                                                            |
|  | Ouranosaurus                                               |
|  |                                                            |

|  | Iguanodon    |
|  |              |
|  | Ouranosaurus |
|  |              |

|  | Camptosaurus                                               |
|  |                                                            |
|  | \| \| Iguanodon \| \| \| \| \| \| Ouranosaurus \| \| \| \| |
|  |                                                            |
|  | Iguanodon                                                  |
|  |                                                            |
|  | Ouranosaurus                                               |
|  |                                                            |

|  | Iguanodon    |
|  |              |
|  | Ouranosaurus |
|  |              |

|  | Camptosaurus                                               |
|  |                                                            |
|  | \| \| Iguanodon \| \| \| \| \| \| Ouranosaurus \| \| \| \| |
|  |                                                            |
|  | Iguanodon                                                  |
|  |                                                            |
|  | Ouranosaurus                                               |
|  |                                                            |

|  | Iguanodon    |
|  |              |
|  | Ouranosaurus |
|  |              |

|  | Muttaburrasaurus |
|  |                  |
|  | Rhabdodontidae   |
|  |                  |

|  | Camptosaurus                                               |
|  |                                                            |
|  | \| \| Iguanodon \| \| \| \| \| \| Ouranosaurus \| \| \| \| |
|  |                                                            |
|  | Iguanodon                                                  |
|  |                                                            |
|  | Ouranosaurus                                               |
|  |                                                            |

|  | Iguanodon    |
|  |              |
|  | Ouranosaurus |
|  |              |

|  | Camptosaurus                                               |
|  |                                                            |
|  | \| \| Iguanodon \| \| \| \| \| \| Ouranosaurus \| \| \| \| |
|  |                                                            |
|  | Iguanodon                                                  |
|  |                                                            |
|  | Ouranosaurus                                               |
|  |                                                            |

|  | Iguanodon    |
|  |              |
|  | Ouranosaurus |
|  |              |

|  | Camptosaurus                                               |
|  |                                                            |
|  | \| \| Iguanodon \| \| \| \| \| \| Ouranosaurus \| \| \| \| |
|  |                                                            |
|  | Iguanodon                                                  |
|  |                                                            |
|  | Ouranosaurus                                               |
|  |                                                            |

|  | Iguanodon    |
|  |              |
|  | Ouranosaurus |
|  |              |

|  | Camptosaurus                                               |
|  |                                                            |
|  | \| \| Iguanodon \| \| \| \| \| \| Ouranosaurus \| \| \| \| |
|  |                                                            |
|  | Iguanodon                                                  |
|  |                                                            |
|  | Ouranosaurus                                               |
|  |                                                            |

|  | Iguanodon    |
|  |              |
|  | Ouranosaurus |
|  |              |

|  | Muttaburrasaurus |
|  |                  |
|  | Rhabdodontidae   |
|  |                  |

|  | Camptosaurus                                               |
|  |                                                            |
|  | \| \| Iguanodon \| \| \| \| \| \| Ouranosaurus \| \| \| \| |
|  |                                                            |
|  | Iguanodon                                                  |
|  |                                                            |
|  | Ouranosaurus                                               |
|  |                                                            |

|  | Iguanodon    |
|  |              |
|  | Ouranosaurus |
|  |              |

|  | Camptosaurus                                               |
|  |                                                            |
|  | \| \| Iguanodon \| \| \| \| \| \| Ouranosaurus \| \| \| \| |
|  |                                                            |
|  | Iguanodon                                                  |
|  |                                                            |
|  | Ouranosaurus                                               |
|  |                                                            |

|  | Iguanodon    |
|  |              |
|  | Ouranosaurus |
|  |              |

|  | Camptosaurus                                               |
|  |                                                            |
|  | \| \| Iguanodon \| \| \| \| \| \| Ouranosaurus \| \| \| \| |
|  |                                                            |
|  | Iguanodon                                                  |
|  |                                                            |
|  | Ouranosaurus                                               |
|  |                                                            |

|  | Iguanodon    |
|  |              |
|  | Ouranosaurus |
|  |              |

|  | Camptosaurus                                               |
|  |                                                            |
|  | \| \| Iguanodon \| \| \| \| \| \| Ouranosaurus \| \| \| \| |
|  |                                                            |
|  | Iguanodon                                                  |
|  |                                                            |
|  | Ouranosaurus                                               |
|  |                                                            |

|  | Iguanodon    |
|  |              |
|  | Ouranosaurus |
|  |              |

|  | Muttaburrasaurus |
|  |                  |
|  | Rhabdodontidae   |
|  |                  |

|  | Camptosaurus                                               |
|  |                                                            |
|  | \| \| Iguanodon \| \| \| \| \| \| Ouranosaurus \| \| \| \| |
|  |                                                            |
|  | Iguanodon                                                  |
|  |                                                            |
|  | Ouranosaurus                                               |
|  |                                                            |

|  | Iguanodon    |
|  |              |
|  | Ouranosaurus |
|  |              |

|  | Camptosaurus                                               |
|  |                                                            |
|  | \| \| Iguanodon \| \| \| \| \| \| Ouranosaurus \| \| \| \| |
|  |                                                            |
|  | Iguanodon                                                  |
|  |                                                            |
|  | Ouranosaurus                                               |
|  |                                                            |

|  | Iguanodon    |
|  |              |
|  | Ouranosaurus |
|  |              |

|  | Camptosaurus                                               |
|  |                                                            |
|  | \| \| Iguanodon \| \| \| \| \| \| Ouranosaurus \| \| \| \| |
|  |                                                            |
|  | Iguanodon                                                  |
|  |                                                            |
|  | Ouranosaurus                                               |
|  |                                                            |

|  | Iguanodon    |
|  |              |
|  | Ouranosaurus |
|  |              |

|  | Camptosaurus                                               |
|  |                                                            |
|  | \| \| Iguanodon \| \| \| \| \| \| Ouranosaurus \| \| \| \| |
|  |                                                            |
|  | Iguanodon                                                  |
|  |                                                            |
|  | Ouranosaurus                                               |
|  |                                                            |

|  | Iguanodon    |
|  |              |
|  | Ouranosaurus |
|  |              |

|  | Muttaburrasaurus |
|  |                  |
|  | Rhabdodontidae   |
|  |                  |

|  | Camptosaurus                                               |
|  |                                                            |
|  | \| \| Iguanodon \| \| \| \| \| \| Ouranosaurus \| \| \| \| |
|  |                                                            |
|  | Iguanodon                                                  |
|  |                                                            |
|  | Ouranosaurus                                               |
|  |                                                            |

|  | Iguanodon    |
|  |              |
|  | Ouranosaurus |
|  |              |

|  | Camptosaurus                                               |
|  |                                                            |
|  | \| \| Iguanodon \| \| \| \| \| \| Ouranosaurus \| \| \| \| |
|  |                                                            |
|  | Iguanodon                                                  |
|  |                                                            |
|  | Ouranosaurus                                               |
|  |                                                            |

|  | Iguanodon    |
|  |              |
|  | Ouranosaurus |
|  |              |

|  | Camptosaurus                                               |
|  |                                                            |
|  | \| \| Iguanodon \| \| \| \| \| \| Ouranosaurus \| \| \| \| |
|  |                                                            |
|  | Iguanodon                                                  |
|  |                                                            |
|  | Ouranosaurus                                               |
|  |                                                            |

|  | Iguanodon    |
|  |              |
|  | Ouranosaurus |
|  |              |

|  | Camptosaurus                                               |
|  |                                                            |
|  | \| \| Iguanodon \| \| \| \| \| \| Ouranosaurus \| \| \| \| |
|  |                                                            |
|  | Iguanodon                                                  |
|  |                                                            |
|  | Ouranosaurus                                               |
|  |                                                            |

|  | Iguanodon    |
|  |              |
|  | Ouranosaurus |
|  |              |

|  | Muttaburrasaurus |
|  |                  |
|  | Rhabdodontidae   |
|  |                  |

|  | Camptosaurus                                               |
|  |                                                            |
|  | \| \| Iguanodon \| \| \| \| \| \| Ouranosaurus \| \| \| \| |
|  |                                                            |
|  | Iguanodon                                                  |
|  |                                                            |
|  | Ouranosaurus                                               |
|  |                                                            |

|  | Iguanodon    |
|  |              |
|  | Ouranosaurus |
|  |              |

|  | Camptosaurus                                               |
|  |                                                            |
|  | \| \| Iguanodon \| \| \| \| \| \| Ouranosaurus \| \| \| \| |
|  |                                                            |
|  | Iguanodon                                                  |
|  |                                                            |
|  | Ouranosaurus                                               |
|  |                                                            |

|  | Iguanodon    |
|  |              |
|  | Ouranosaurus |
|  |              |

|  | Camptosaurus                                               |
|  |                                                            |
|  | \| \| Iguanodon \| \| \| \| \| \| Ouranosaurus \| \| \| \| |
|  |                                                            |
|  | Iguanodon                                                  |
|  |                                                            |
|  | Ouranosaurus                                               |
|  |                                                            |

|  | Iguanodon    |
|  |              |
|  | Ouranosaurus |
|  |              |

|  | Camptosaurus                                               |
|  |                                                            |
|  | \| \| Iguanodon \| \| \| \| \| \| Ouranosaurus \| \| \| \| |
|  |                                                            |
|  | Iguanodon                                                  |
|  |                                                            |
|  | Ouranosaurus                                               |
|  |                                                            |

|  | Iguanodon    |
|  |              |
|  | Ouranosaurus |
|  |              |

|  | Muttaburrasaurus |
|  |                  |
|  | Rhabdodontidae   |
|  |                  |

|  | Camptosaurus                                               |
|  |                                                            |
|  | \| \| Iguanodon \| \| \| \| \| \| Ouranosaurus \| \| \| \| |
|  |                                                            |
|  | Iguanodon                                                  |
|  |                                                            |
|  | Ouranosaurus                                               |
|  |                                                            |

|  | Iguanodon    |
|  |              |
|  | Ouranosaurus |
|  |              |

|  | Camptosaurus                                               |
|  |                                                            |
|  | \| \| Iguanodon \| \| \| \| \| \| Ouranosaurus \| \| \| \| |
|  |                                                            |
|  | Iguanodon                                                  |
|  |                                                            |
|  | Ouranosaurus                                               |
|  |                                                            |

|  | Iguanodon    |
|  |              |
|  | Ouranosaurus |
|  |              |

|  | Camptosaurus                                               |
|  |                                                            |
|  | \| \| Iguanodon \| \| \| \| \| \| Ouranosaurus \| \| \| \| |
|  |                                                            |
|  | Iguanodon                                                  |
|  |                                                            |
|  | Ouranosaurus                                               |
|  |                                                            |

|  | Iguanodon    |
|  |              |
|  | Ouranosaurus |
|  |              |

|  | Camptosaurus                                               |
|  |                                                            |
|  | \| \| Iguanodon \| \| \| \| \| \| Ouranosaurus \| \| \| \| |
|  |                                                            |
|  | Iguanodon                                                  |
|  |                                                            |
|  | Ouranosaurus                                               |
|  |                                                            |

|  | Iguanodon    |
|  |              |
|  | Ouranosaurus |
|  |              |

|  | Muttaburrasaurus |
|  |                  |
|  | Rhabdodontidae   |
|  |                  |

|  | Camptosaurus                                               |
|  |                                                            |
|  | \| \| Iguanodon \| \| \| \| \| \| Ouranosaurus \| \| \| \| |
|  |                                                            |
|  | Iguanodon                                                  |
|  |                                                            |
|  | Ouranosaurus                                               |
|  |                                                            |

|  | Iguanodon    |
|  |              |
|  | Ouranosaurus |
|  |              |

|  | Camptosaurus                                               |
|  |                                                            |
|  | \| \| Iguanodon \| \| \| \| \| \| Ouranosaurus \| \| \| \| |
|  |                                                            |
|  | Iguanodon                                                  |
|  |                                                            |
|  | Ouranosaurus                                               |
|  |                                                            |

|  | Iguanodon    |
|  |              |
|  | Ouranosaurus |
|  |              |

|  | Camptosaurus                                               |
|  |                                                            |
|  | \| \| Iguanodon \| \| \| \| \| \| Ouranosaurus \| \| \| \| |
|  |                                                            |
|  | Iguanodon                                                  |
|  |                                                            |
|  | Ouranosaurus                                               |
|  |                                                            |

|  | Iguanodon    |
|  |              |
|  | Ouranosaurus |
|  |              |

|  | Camptosaurus                                               |
|  |                                                            |
|  | \| \| Iguanodon \| \| \| \| \| \| Ouranosaurus \| \| \| \| |
|  |                                                            |
|  | Iguanodon                                                  |
|  |                                                            |
|  | Ouranosaurus                                               |
|  |                                                            |

|  | Iguanodon    |
|  |              |
|  | Ouranosaurus |
|  |              |

|  | Muttaburrasaurus |
|  |                  |
|  | Rhabdodontidae   |
|  |                  |

|  | Camptosaurus                                               |
|  |                                                            |
|  | \| \| Iguanodon \| \| \| \| \| \| Ouranosaurus \| \| \| \| |
|  |                                                            |
|  | Iguanodon                                                  |
|  |                                                            |
|  | Ouranosaurus                                               |
|  |                                                            |

|  | Iguanodon    |
|  |              |
|  | Ouranosaurus |
|  |              |

|  | Camptosaurus                                               |
|  |                                                            |
|  | \| \| Iguanodon \| \| \| \| \| \| Ouranosaurus \| \| \| \| |
|  |                                                            |
|  | Iguanodon                                                  |
|  |                                                            |
|  | Ouranosaurus                                               |
|  |                                                            |

|  | Iguanodon    |
|  |              |
|  | Ouranosaurus |
|  |              |

|  | Camptosaurus                                               |
|  |                                                            |
|  | \| \| Iguanodon \| \| \| \| \| \| Ouranosaurus \| \| \| \| |
|  |                                                            |
|  | Iguanodon                                                  |
|  |                                                            |
|  | Ouranosaurus                                               |
|  |                                                            |

|  | Iguanodon    |
|  |              |
|  | Ouranosaurus |
|  |              |

|  | Camptosaurus                                               |
|  |                                                            |
|  | \| \| Iguanodon \| \| \| \| \| \| Ouranosaurus \| \| \| \| |
|  |                                                            |
|  | Iguanodon                                                  |
|  |                                                            |
|  | Ouranosaurus                                               |
|  |                                                            |

|  | Iguanodon    |
|  |              |
|  | Ouranosaurus |
|  |              |

|  | Muttaburrasaurus |
|  |                  |
|  | Rhabdodontidae   |
|  |                  |

|  | Camptosaurus                                               |
|  |                                                            |
|  | \| \| Iguanodon \| \| \| \| \| \| Ouranosaurus \| \| \| \| |
|  |                                                            |
|  | Iguanodon                                                  |
|  |                                                            |
|  | Ouranosaurus                                               |
|  |                                                            |

|  | Iguanodon    |
|  |              |
|  | Ouranosaurus |
|  |              |

|  | Camptosaurus                                               |
|  |                                                            |
|  | \| \| Iguanodon \| \| \| \| \| \| Ouranosaurus \| \| \| \| |
|  |                                                            |
|  | Iguanodon                                                  |
|  |                                                            |
|  | Ouranosaurus                                               |
|  |                                                            |

|  | Iguanodon    |
|  |              |
|  | Ouranosaurus |
|  |              |

|  | Camptosaurus                                               |
|  |                                                            |
|  | \| \| Iguanodon \| \| \| \| \| \| Ouranosaurus \| \| \| \| |
|  |                                                            |
|  | Iguanodon                                                  |
|  |                                                            |
|  | Ouranosaurus                                               |
|  |                                                            |

|  | Iguanodon    |
|  |              |
|  | Ouranosaurus |
|  |              |

|  | Camptosaurus                                               |
|  |                                                            |
|  | \| \| Iguanodon \| \| \| \| \| \| Ouranosaurus \| \| \| \| |
|  |                                                            |
|  | Iguanodon                                                  |
|  |                                                            |
|  | Ouranosaurus                                               |
|  |                                                            |

|  | Iguanodon    |
|  |              |
|  | Ouranosaurus |
|  |              |

|  | Muttaburrasaurus |
|  |                  |
|  | Rhabdodontidae   |
|  |                  |

|  | Camptosaurus                                               |
|  |                                                            |
|  | \| \| Iguanodon \| \| \| \| \| \| Ouranosaurus \| \| \| \| |
|  |                                                            |
|  | Iguanodon                                                  |
|  |                                                            |
|  | Ouranosaurus                                               |
|  |                                                            |

|  | Iguanodon    |
|  |              |
|  | Ouranosaurus |
|  |              |

|  | Camptosaurus                                               |
|  |                                                            |
|  | \| \| Iguanodon \| \| \| \| \| \| Ouranosaurus \| \| \| \| |
|  |                                                            |
|  | Iguanodon                                                  |
|  |                                                            |
|  | Ouranosaurus                                               |
|  |                                                            |

|  | Iguanodon    |
|  |              |
|  | Ouranosaurus |
|  |              |

|  | Camptosaurus                                               |
|  |                                                            |
|  | \| \| Iguanodon \| \| \| \| \| \| Ouranosaurus \| \| \| \| |
|  |                                                            |
|  | Iguanodon                                                  |
|  |                                                            |
|  | Ouranosaurus                                               |
|  |                                                            |

|  | Iguanodon    |
|  |              |
|  | Ouranosaurus |
|  |              |

|  | Camptosaurus                                               |
|  |                                                            |
|  | \| \| Iguanodon \| \| \| \| \| \| Ouranosaurus \| \| \| \| |
|  |                                                            |
|  | Iguanodon                                                  |
|  |                                                            |
|  | Ouranosaurus                                               |
|  |                                                            |

|  | Iguanodon    |
|  |              |
|  | Ouranosaurus |
|  |              |

|  | Muttaburrasaurus |
|  |                  |
|  | Rhabdodontidae   |
|  |                  |

|  | Camptosaurus                                               |
|  |                                                            |
|  | \| \| Iguanodon \| \| \| \| \| \| Ouranosaurus \| \| \| \| |
|  |                                                            |
|  | Iguanodon                                                  |
|  |                                                            |
|  | Ouranosaurus                                               |
|  |                                                            |

|  | Iguanodon    |
|  |              |
|  | Ouranosaurus |
|  |              |

|  | Camptosaurus                                               |
|  |                                                            |
|  | \| \| Iguanodon \| \| \| \| \| \| Ouranosaurus \| \| \| \| |
|  |                                                            |
|  | Iguanodon                                                  |
|  |                                                            |
|  | Ouranosaurus                                               |
|  |                                                            |

|  | Iguanodon    |
|  |              |
|  | Ouranosaurus |
|  |              |

|  | Camptosaurus                                               |
|  |                                                            |
|  | \| \| Iguanodon \| \| \| \| \| \| Ouranosaurus \| \| \| \| |
|  |                                                            |
|  | Iguanodon                                                  |
|  |                                                            |
|  | Ouranosaurus                                               |
|  |                                                            |

|  | Iguanodon    |
|  |              |
|  | Ouranosaurus |
|  |              |

|  | Camptosaurus                                               |
|  |                                                            |
|  | \| \| Iguanodon \| \| \| \| \| \| Ouranosaurus \| \| \| \| |
|  |                                                            |
|  | Iguanodon                                                  |
|  |                                                            |
|  | Ouranosaurus                                               |
|  |                                                            |

|  | Iguanodon    |
|  |              |
|  | Ouranosaurus |
|  |              |

|  | Muttaburrasaurus |
|  |                  |
|  | Rhabdodontidae   |
|  |                  |

|  | Camptosaurus                                               |
|  |                                                            |
|  | \| \| Iguanodon \| \| \| \| \| \| Ouranosaurus \| \| \| \| |
|  |                                                            |
|  | Iguanodon                                                  |
|  |                                                            |
|  | Ouranosaurus                                               |
|  |                                                            |

|  | Iguanodon    |
|  |              |
|  | Ouranosaurus |
|  |              |

|  | Camptosaurus                                               |
|  |                                                            |
|  | \| \| Iguanodon \| \| \| \| \| \| Ouranosaurus \| \| \| \| |
|  |                                                            |
|  | Iguanodon                                                  |
|  |                                                            |
|  | Ouranosaurus                                               |
|  |                                                            |

|  | Iguanodon    |
|  |              |
|  | Ouranosaurus |
|  |              |

|  | Camptosaurus                                               |
|  |                                                            |
|  | \| \| Iguanodon \| \| \| \| \| \| Ouranosaurus \| \| \| \| |
|  |                                                            |
|  | Iguanodon                                                  |
|  |                                                            |
|  | Ouranosaurus                                               |
|  |                                                            |

|  | Iguanodon    |
|  |              |
|  | Ouranosaurus |
|  |              |

|  | Camptosaurus                                               |
|  |                                                            |
|  | \| \| Iguanodon \| \| \| \| \| \| Ouranosaurus \| \| \| \| |
|  |                                                            |
|  | Iguanodon                                                  |
|  |                                                            |
|  | Ouranosaurus                                               |
|  |                                                            |

|  | Iguanodon    |
|  |              |
|  | Ouranosaurus |
|  |              |

|  | Muttaburrasaurus |
|  |                  |
|  | Rhabdodontidae   |
|  |                  |

|  | Camptosaurus                                               |
|  |                                                            |
|  | \| \| Iguanodon \| \| \| \| \| \| Ouranosaurus \| \| \| \| |
|  |                                                            |
|  | Iguanodon                                                  |
|  |                                                            |
|  | Ouranosaurus                                               |
|  |                                                            |

|  | Iguanodon    |
|  |              |
|  | Ouranosaurus |
|  |              |

|  | Camptosaurus                                               |
|  |                                                            |
|  | \| \| Iguanodon \| \| \| \| \| \| Ouranosaurus \| \| \| \| |
|  |                                                            |
|  | Iguanodon                                                  |
|  |                                                            |
|  | Ouranosaurus                                               |
|  |                                                            |

|  | Iguanodon    |
|  |              |
|  | Ouranosaurus |
|  |              |

|  | Camptosaurus                                               |
|  |                                                            |
|  | \| \| Iguanodon \| \| \| \| \| \| Ouranosaurus \| \| \| \| |
|  |                                                            |
|  | Iguanodon                                                  |
|  |                                                            |
|  | Ouranosaurus                                               |
|  |                                                            |

|  | Iguanodon    |
|  |              |
|  | Ouranosaurus |
|  |              |

|  | Camptosaurus                                               |
|  |                                                            |
|  | \| \| Iguanodon \| \| \| \| \| \| Ouranosaurus \| \| \| \| |
|  |                                                            |
|  | Iguanodon                                                  |
|  |                                                            |
|  | Ouranosaurus                                               |
|  |                                                            |

|  | Iguanodon    |
|  |              |
|  | Ouranosaurus |
|  |              |

|  | Muttaburrasaurus |
|  |                  |
|  | Rhabdodontidae   |
|  |                  |

|  | Camptosaurus                                               |
|  |                                                            |
|  | \| \| Iguanodon \| \| \| \| \| \| Ouranosaurus \| \| \| \| |
|  |                                                            |
|  | Iguanodon                                                  |
|  |                                                            |
|  | Ouranosaurus                                               |
|  |                                                            |

|  | Iguanodon    |
|  |              |
|  | Ouranosaurus |
|  |              |

|  | Camptosaurus                                               |
|  |                                                            |
|  | \| \| Iguanodon \| \| \| \| \| \| Ouranosaurus \| \| \| \| |
|  |                                                            |
|  | Iguanodon                                                  |
|  |                                                            |
|  | Ouranosaurus                                               |
|  |                                                            |

|  | Iguanodon    |
|  |              |
|  | Ouranosaurus |
|  |              |

|  | Camptosaurus                                               |
|  |                                                            |
|  | \| \| Iguanodon \| \| \| \| \| \| Ouranosaurus \| \| \| \| |
|  |                                                            |
|  | Iguanodon                                                  |
|  |                                                            |
|  | Ouranosaurus                                               |
|  |                                                            |

|  | Iguanodon    |
|  |              |
|  | Ouranosaurus |
|  |              |

|  | Camptosaurus                                               |
|  |                                                            |
|  | \| \| Iguanodon \| \| \| \| \| \| Ouranosaurus \| \| \| \| |
|  |                                                            |
|  | Iguanodon                                                  |
|  |                                                            |
|  | Ouranosaurus                                               |
|  |                                                            |

|  | Iguanodon    |
|  |              |
|  | Ouranosaurus |
|  |              |

|  | Muttaburrasaurus |
|  |                  |
|  | Rhabdodontidae   |
|  |                  |

|  | Camptosaurus                                               |
|  |                                                            |
|  | \| \| Iguanodon \| \| \| \| \| \| Ouranosaurus \| \| \| \| |
|  |                                                            |
|  | Iguanodon                                                  |
|  |                                                            |
|  | Ouranosaurus                                               |
|  |                                                            |

|  | Iguanodon    |
|  |              |
|  | Ouranosaurus |
|  |              |

|  | Camptosaurus                                               |
|  |                                                            |
|  | \| \| Iguanodon \| \| \| \| \| \| Ouranosaurus \| \| \| \| |
|  |                                                            |
|  | Iguanodon                                                  |
|  |                                                            |
|  | Ouranosaurus                                               |
|  |                                                            |

|  | Iguanodon    |
|  |              |
|  | Ouranosaurus |
|  |              |

|  | Camptosaurus                                               |
|  |                                                            |
|  | \| \| Iguanodon \| \| \| \| \| \| Ouranosaurus \| \| \| \| |
|  |                                                            |
|  | Iguanodon                                                  |
|  |                                                            |
|  | Ouranosaurus                                               |
|  |                                                            |

|  | Iguanodon    |
|  |              |
|  | Ouranosaurus |
|  |              |

|  | Camptosaurus                                               |
|  |                                                            |
|  | \| \| Iguanodon \| \| \| \| \| \| Ouranosaurus \| \| \| \| |
|  |                                                            |
|  | Iguanodon                                                  |
|  |                                                            |
|  | Ouranosaurus                                               |
|  |                                                            |

|  | Iguanodon    |
|  |              |
|  | Ouranosaurus |
|  |              |

|  | Muttaburrasaurus |
|  |                  |
|  | Rhabdodontidae   |
|  |                  |

|  | Camptosaurus                                               |
|  |                                                            |
|  | \| \| Iguanodon \| \| \| \| \| \| Ouranosaurus \| \| \| \| |
|  |                                                            |
|  | Iguanodon                                                  |
|  |                                                            |
|  | Ouranosaurus                                               |
|  |                                                            |

|  | Iguanodon    |
|  |              |
|  | Ouranosaurus |
|  |              |

|  | Camptosaurus                                               |
|  |                                                            |
|  | \| \| Iguanodon \| \| \| \| \| \| Ouranosaurus \| \| \| \| |
|  |                                                            |
|  | Iguanodon                                                  |
|  |                                                            |
|  | Ouranosaurus                                               |
|  |                                                            |

|  | Iguanodon    |
|  |              |
|  | Ouranosaurus |
|  |              |

|  | Camptosaurus                                               |
|  |                                                            |
|  | \| \| Iguanodon \| \| \| \| \| \| Ouranosaurus \| \| \| \| |
|  |                                                            |
|  | Iguanodon                                                  |
|  |                                                            |
|  | Ouranosaurus                                               |
|  |                                                            |

|  | Iguanodon    |
|  |              |
|  | Ouranosaurus |
|  |              |

|  | Camptosaurus                                               |
|  |                                                            |
|  | \| \| Iguanodon \| \| \| \| \| \| Ouranosaurus \| \| \| \| |
|  |                                                            |
|  | Iguanodon                                                  |
|  |                                                            |
|  | Ouranosaurus                                               |
|  |                                                            |

|  | Iguanodon    |
|  |              |
|  | Ouranosaurus |
|  |              |

## Storia della scoperta

### Prime scoperte e classificazioni

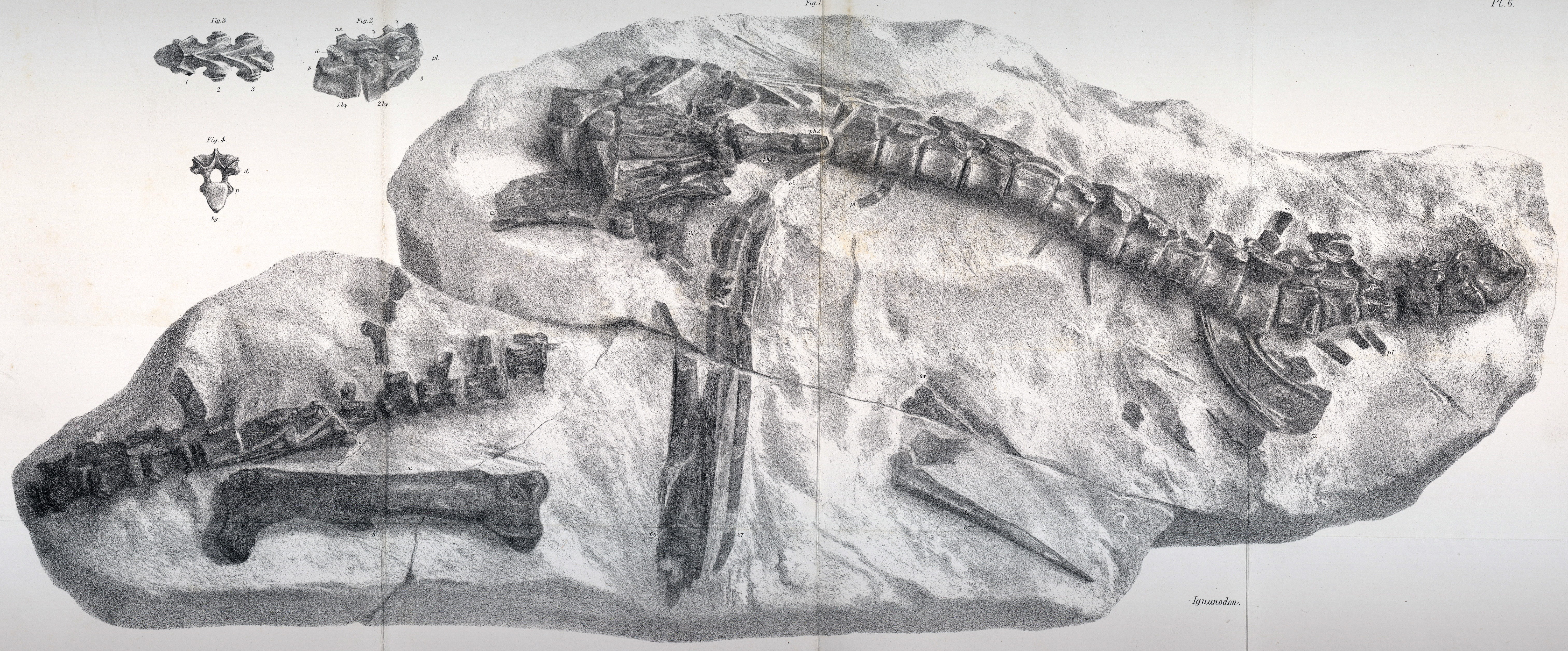
Illustrazione del blocco Mantell-Bowerbank completo; Mantell ricevette la metà inferiore,mentre Bowerbank la metà superiore

Il primo esemplare di Hypsilophodon venne recuperato nel 1849, quando un gruppo di lavoratori estrassero dal terreno il blocco Mantell-Bowerbank da un affioramento della Formazione Wessex, parte del gruppo Wealden, a circa cento metri a ovest di Cowleaze Chine, a sud-ovest della costa dell'Isola di Wight. La metà più grande del blocco (tra cui diciassette vertebre, parti di costole e una coracoide, parte del bacino e resti di arti posteriori) è stata consegnata al naturalista James Scott Bowerbank, mentre il resto (tra cui otto vertebre caudali e la maggior parte del resto degli arti posteriori) venne consegnato a Gideon Mantell. Dopo la sua morte, la parte di Mantell venne acquisita dal British Museum; Il pezzo di Bowerbank venne in seguito comprato dal museo, riunendo entrambe le metà. Richard Owen studiò entrambe le metà e, nel 1855, pubblicò un breve articolo sull'esemplare, considerandolo un giovane Iguanodon piuttosto che un nuovo taxon. Ciò rimase indiscusso fino al 1867, quando Thomas Henry Huxley paragonò le vertebre e i metatarsali dell'esemplare più da vicino a quelli del noto Iguanodon, e concluse che doveva essere un animale completamente diverso. L'anno successivo Huxley vide un cranio fossile scoperto da William Fox in mostra al Meeting di Norwich delle Associazioni britanniche. Fox, che aveva anch'esso rinvenuto il fossile nell'area di Cowleaze Chine, insieme a diversi altri esemplari, considerava il fossile un individuo giovane Iguanodon o il rappresentante di una nuova specie molto piccola del genere. Huxley notò la sua dentizione unica e la premscella edentula, che ricordava, ma ovviamente distinta, quella di Iguanodon. Huxley concluse che anche questo esemplare rappresentava un animale distinto da Iguanodon. Dopo aver perso traccia dell'esemplare per alcuni mesi, Huxley chiese a Fox di concedergli il permesso di studiarlo in misura più ampia. La richiesta fu accolta e Huxley iniziò a lavorare sulla sua nuova specie.

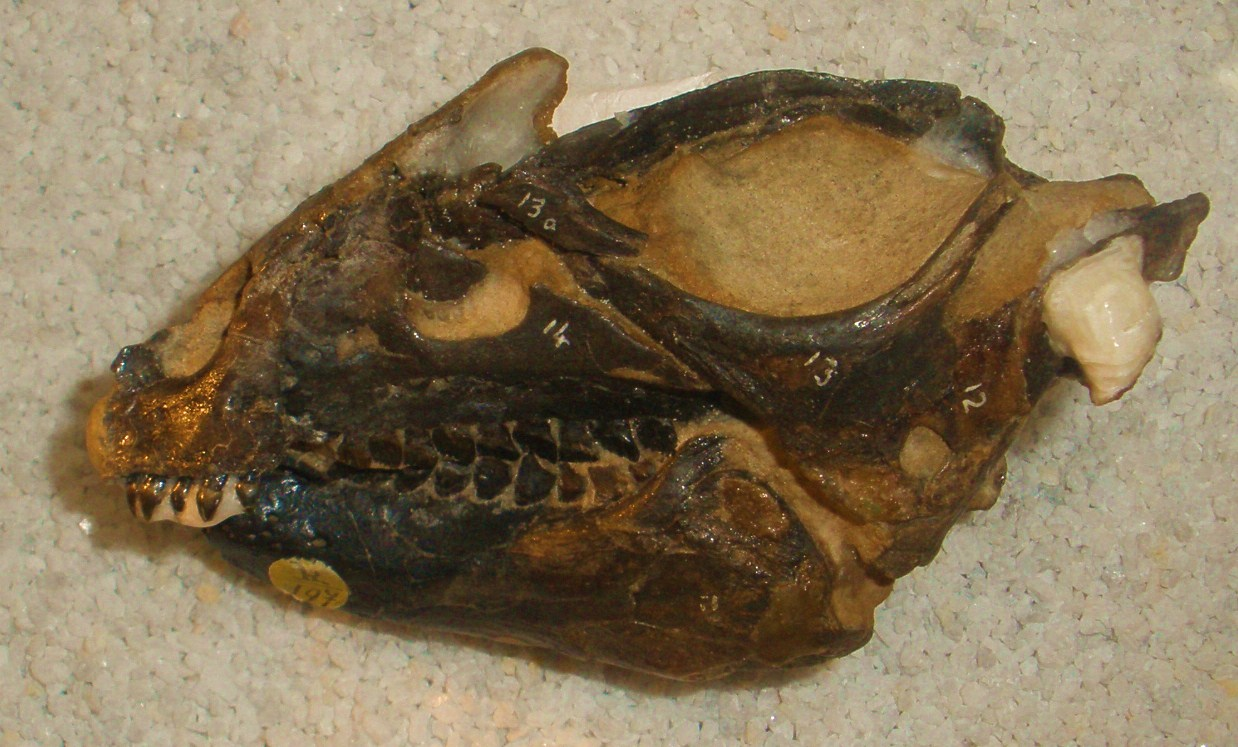
Il cranio di Fox, l'olotipo NHM R197

Huxley annunciò per la prima volta la descrizione della nuova specie nel 1869 in una conferenza; il testo, pubblicato lo stesso anno, costituisce l'articolo ufficiale di denominazione, poiché conteneva una descrizione sufficiente. La specie venne nominata Hypsilophodon foxii e l'olotipo era il cranio di Fox (che oggi ha il numero di inventario NHM R197). L'anno successivo, Huxley pubblicò l'articolo di descrizione completo e ampliato. All'interno dello stesso blocco di pietra del cranio di Fox, era conservato il centro vertebrale di una vertebra dorsale. Ciò ha permesso il confronto con il blocco Mantell-Bowerbank, confermandolo come apparteneva alla stessa specie. A supporto di ciò, Fox aveva confermato che il blocco era stato ritrovato nello stesso letto geologico dei suoi scheletri. Come tale, Huxley ha descrisse questo esemplare oltre al cranio e al centro vertebrale. Diventati il paratipo della specie; i suoi due pezzi sono ora registrati nel Museo di Storia Naturale come l'esemplare NHM 28707, 39560-1. Più tardi nello stesso anno, Huxley classificò tassonomicamente Hypsilophodon, come appartenente alla famiglia Iguanodontidae, imparentato quindi con Iguanodon e Hadrosaurus. In seguito, si creò un persistente malinteso sul significato del nome generico, Hypsilophodon, che viene spesso tradotto direttamente dal greco come "dente dalle creste alte". In realtà Huxley, analogamente al modo in cui era stato formato il nome del genere Iguanodon (il cui nome significa "denti di iguana"), intendeva scegliere il nome dell'animale in base ad una lucertola erbivora esistente, scegliendo per questo ruolo Hypsilophus (oggi sinonimo di Iguana) e combinando il suo nome con il greco ὀδών/odon ossia "dente". Hypsilophodon significa quindi "denti di Hypsilophus". Il nome greco ὑψίλοφος/hypsilophos significa "a cresta alta" e si riferisce alla cresta di spine sul dorso della lucertola, e non ai denti dello stesso Hypsilophodon, che in ogni caso non sono molto alti. Il nome specifico, foxii, rende omaggio a Fox.

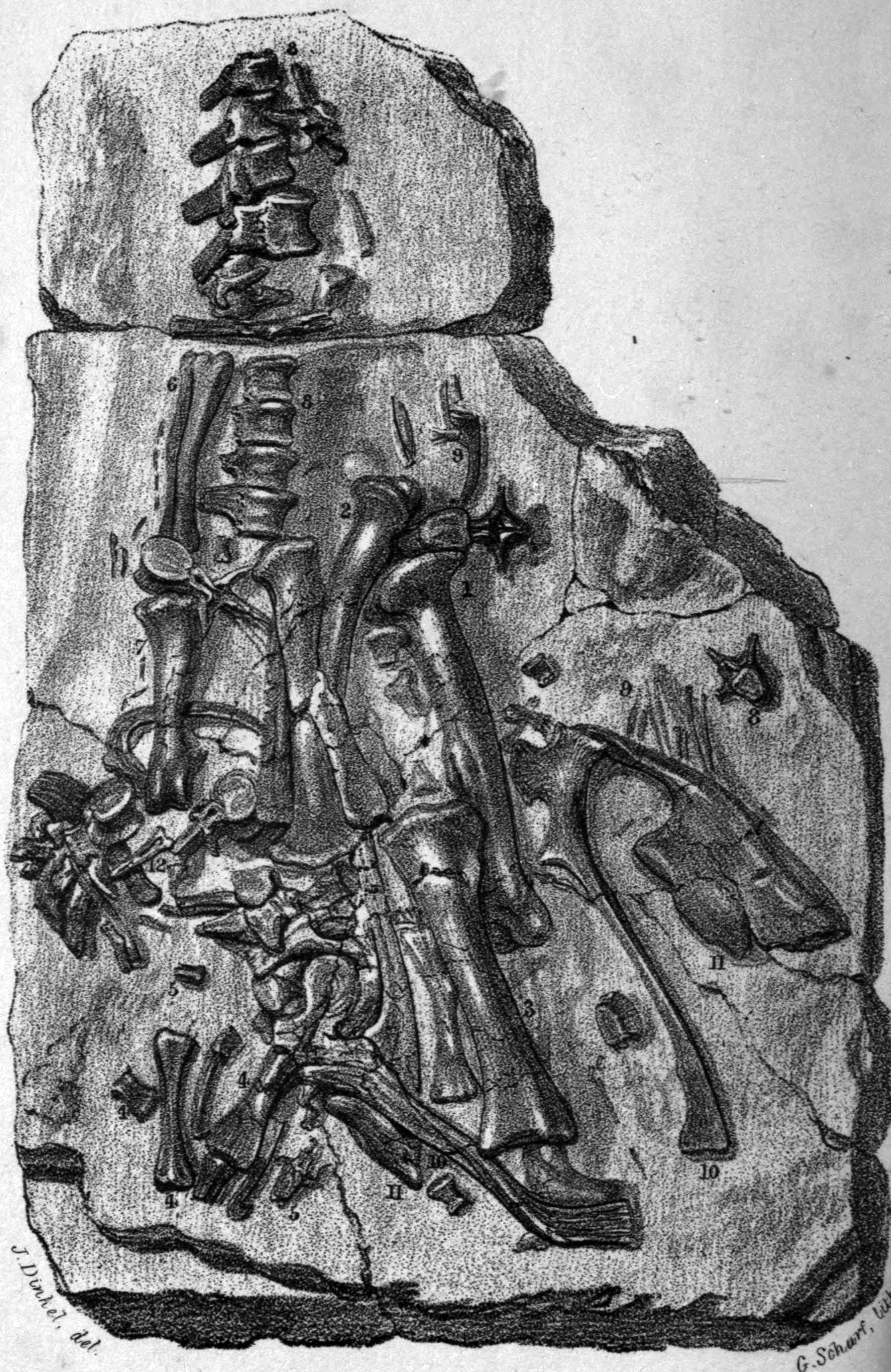
L'esemplare di iguanodonte di Maidstone, l'allora considerato olotipo di Iguanodon mantelli. Il se H. foxii rappresentasse un genere distinto da questa specie fu un argomento molto dibattuto

La ricezione immediata della proposta di Huxley di un nuovo genere, distinto da Iguanodon, fu contrastante. La questione del carattere distintivo era considerata importante in quanto erano servivano maggiori informazioni sulla forma corporea di Iguanodon e in particolare l'anatomia cranica, ritenuta estremamente importante. Se il materiale di Cowleaze Chine rappresentava davvero un genere distinto, smetteva di essere utile in questo ambito. William Boyd Dawkins vide le differenze tra i due generi (in particolare concentrandosi sul numero diverso di dita) come analoghe a quelle tra Equus ed Hipparion, ed erano quindi abbastanza sufficienti per la distinzione. Harry Seeley riconobbe la validità del genere in un documento del 1871, definendolo come "lo scheletro che il professor Huxley chiama Hypsilophodon." Seeley in seguito prese in considerazione le differenze nei teschi e prese le parti di Huxley. Fox, d'altra parte, respinse l'interpretazione di Huxley per un genere distinto per il suo materiale, e successivamente si riprese il cranio e lo diede a Owen per studiarlo, insieme ad altri frammenti.
Nel tentativo di chiarire la situazione, John Whitaker Hulke tornò al letto fossile di Hypsilophodon sull'isola di Wight per ottenere più materiale, con particolare attenzione ai denti. Egli trovò un gran numero di elementi scheletri, ma la fragilità di molti di questi elementi fossili ostacolò notevolmente lo scavo. Hulke pubblicò una descrizione dei suoi nuovi esemplari nel 1873 e, basandosi sull'esame dei nuovi denti fossili, fece eco ai dubbi di Fox sulle differenze con Iguanodon. Fox commentò come Owen avrebbe dovuto sostenere il taxon come una specie distinta, ma all'interno del genere Iguanodon. Ciò avvenne e Owen paragonò a lungo i denti del noto Iguanodon e quelli dell'esemplare di Fox. Concordò sul fatto che c'erano differenze, ma le trovò prive di sufficiente carattere distintivo per essere considerate un genere distinto. Per quanto riguarda il confronto di Boyd Dawkins, lo riconobbe, ma non lo influenzò. Come tale, ribattezzò la specie Iguanodon foxii.
Tuttavia, Hulke aveva ormai cambiato opinione. Aveva rinvenuto ancora più materiale fossile dai letti, ossia due esemplari, uno che sospettava di essere completamente cresciuto, e che pensava dimostrasse l'anatomia della specie più chiaramente di qualsiasi altro esemplare precedente. Basandosi sui commenti di Huxley sul blocco Mantell-Bowerbank, focalizzò la sua attenzione sulle caratteristiche vertebrali. Come risultato del suo studio, sostenne che Hypsilophodon era sicuramente un parente di Iguanodon, ma che era troppo diverso per essere mantenuto nello stesso genere. Huxley pubblicò questi risultati in una nota supplementare, anche nel 1874. Alla fine, nel 1882 pubblicò un'osteologia completa della specie, ritenendo di grande importanza documentare correttamente il taxon in quanto era stata scoperta una tale ricchezza di esemplari ed era necessario un confronto con i dinosauri americani (Othniel Charles Marsh aveva già avvicinato il genere ai suoi taxa Nanosaurus, Laosaurus e Camptosaurus dagli Stati Uniti). A questo punto, Fox era morto e nel frattempo non si erano verificati ulteriori argomenti contro i caratteri distintivi del genere.

### Ricerche successive

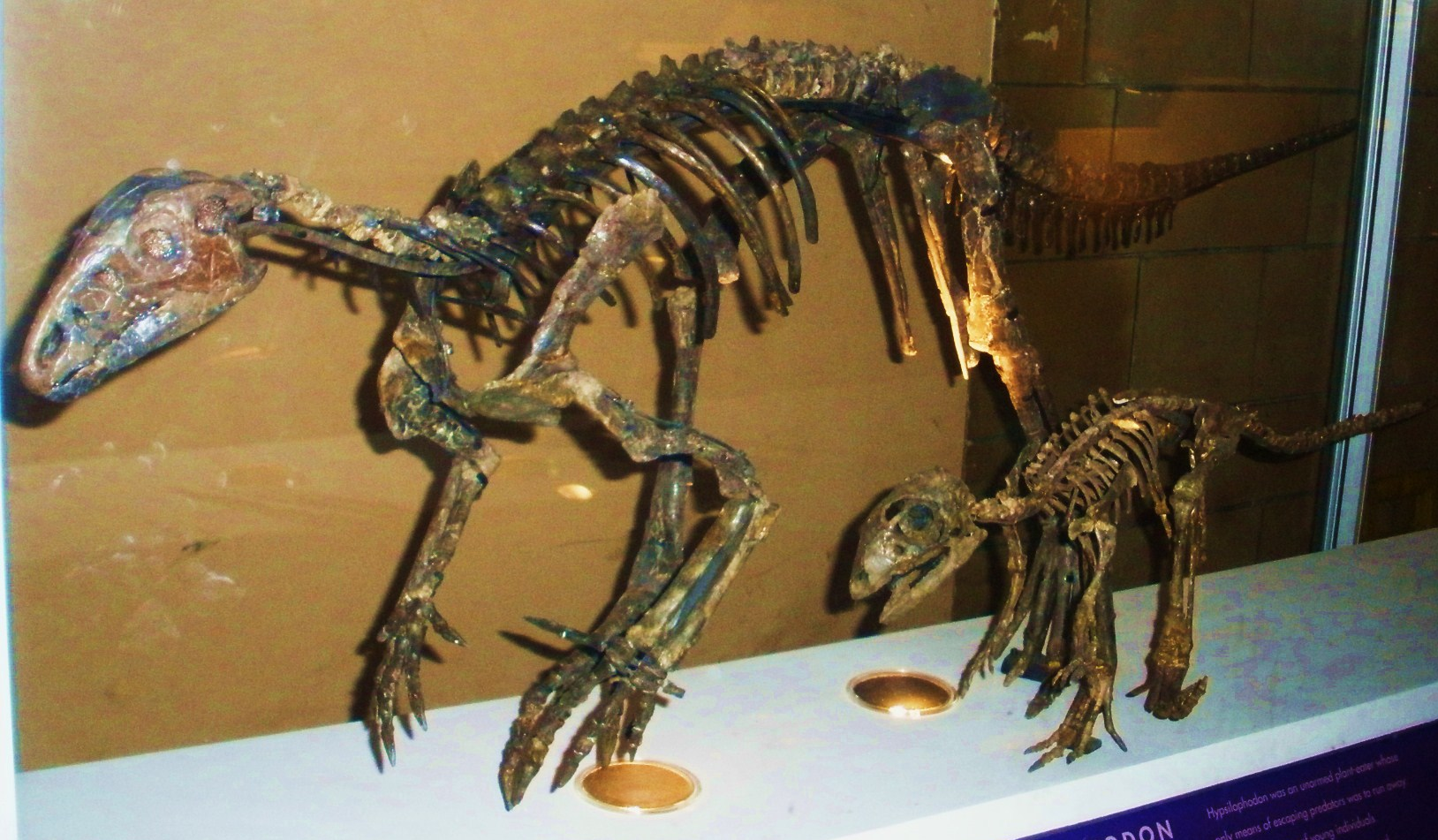
Esemplare NHM R5829 e R5830 al Museo di Storia Naturale, Londra

Successivamente, il numero di esemplari conosciuti aumentò grazie a Reginald Walter Hooley. Nel 1905, il barone Franz Nopcsa dedicò uno studio a Hypsilophodon, e nel 1936 William Elgin Swinton fece lo stesso, in occasione dell'esposizione di due scheletri restaurati del genere al British Museum of Natural History. Gli esemplari più noti di Hypsilophodon furono scoperti tra il 1849 e il 1921 e sono in possesso del Museo di storia naturale che acquistò le collezioni di Mantell, Fox, Hulke e Hooley. Questi rappresentano una ventina di individui. Oltre all'olotipo e al paratipo, gli esemplari più significativi sono: NHM R5829, lo scheletro di un grosso individuo; NHM R5830 e NHM R196/196a, entrambi scheletri di individui più giovani; e NHM R2477, un blocco con un teschio insieme a due colonne vertebrali separate. Sebbene questa sia stata la più grande scoperta per il genere, continuano ad esserne fatte di nuove.
La moderna ricerca su Hypsilophodon è iniziata con gli studi di Peter Malcolm Galton, a partire dalla sua tesi del 1967. Lui e James Jensen descrissero brevemente un femore sinistro, AMNH 2585, nel 1975, e nel 1979 coniarono formalmente una seconda specie, Hypsilophodon wielandi, per l'esemplare. Al femore sono state diagnosticate due presunte differenze minori rispetto a quello di H. foxii. L'esemplare fu trovato nel 1900 nelle Black Hills del Dakota del Sud, negli Stati Uniti, da George Reber Wieland, da cui la specie prese il nome specifico. Geologicamente, proviene dall'arenaria di Lakota. Questa specie era vista all'epoca come indicativa di un probabile ponte di terra tra il Nord America e l'Europa, spiegando il fatto che la fauna di entrambi i continenti fosse così simile. Il paleontologo spagnolo José Ignacio Ruiz-Omeñaca propose che H. wielandi non fosse una specie di Hypsilophodon, ma piuttosto correlato o sinonimo di "Camptosaurus" valdensis dall'Inghilterra, essendo entrambe le specie dryosauridi. Galton confutò ciò nel suo contributo a un libro del 2012, notando che i femori delle due specie erano abbastanza diversi e che quello di H. wielandi era diverso da quelli dei dryosauridi. Egli, così come altri studi prima e dopo la proposta di Ruiz-Omeñaca, considerava H. wielandi un dubbio ornitopode primitivo, con H. foxii come unica specie del genere. Galton elaborò l'invalidità della specie nel 2009, rilevando che i due presunti caratteri diagnostici erano variabili sia in H. foxii che in Orodromeus makelai, rendendo la specie dubbia. Ipotizzò che il femore potesse appartenere a Zephyrosaurus, proveniente da un tempo e un luogo simili, dal momento che non era noto alcun femore da quel taxon.

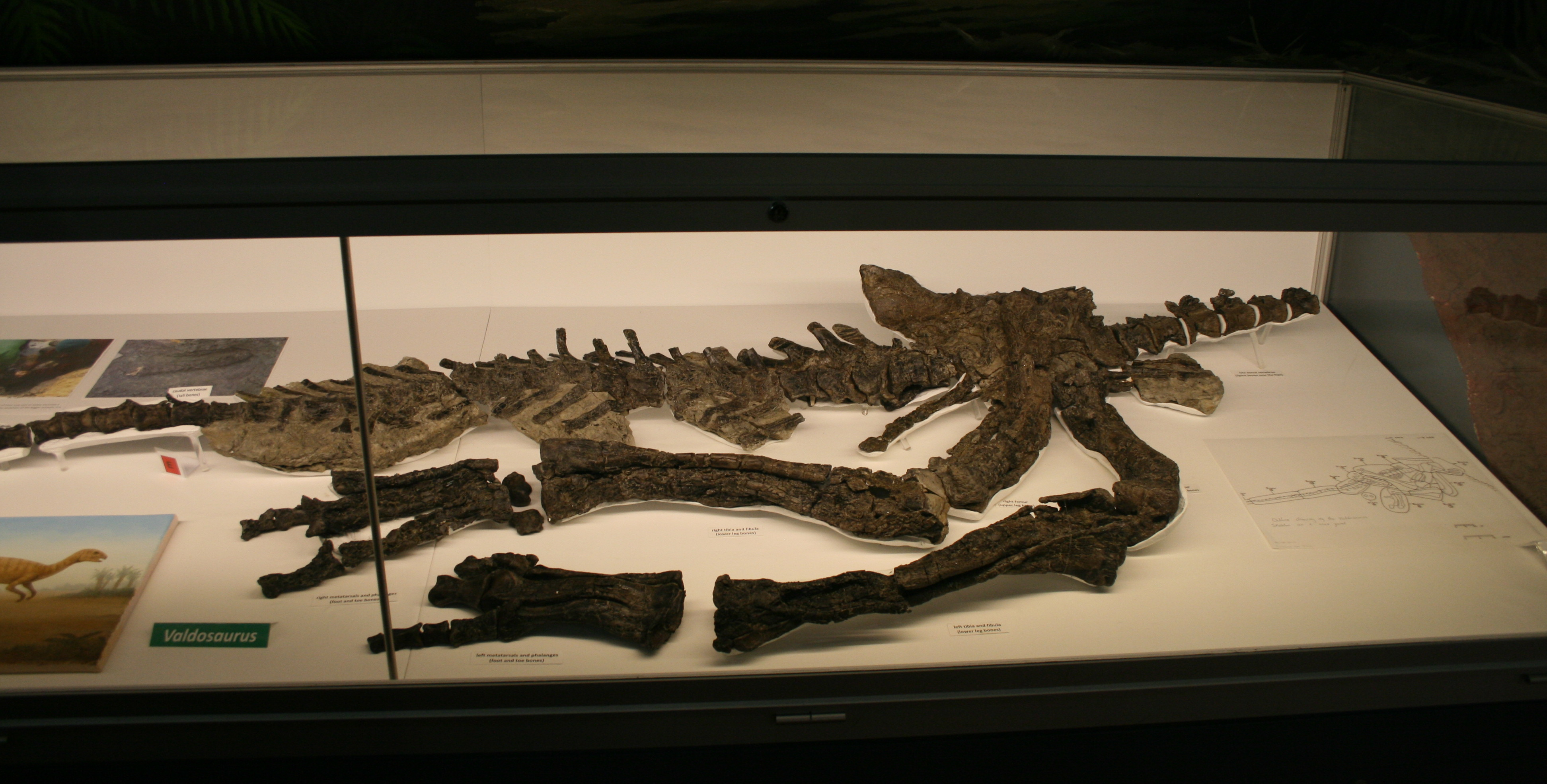
Scheletro fossile di Valdosaurus; probabili resti di questo taxon furono inizialmente assegnati ad Hypsilophodon

Successivi fossili provenienti da altre località, in particolare dall'entroterra del sud della Gran Bretagna, Portogallo e Spagna, sono stati a loro volta identificati come appartenenti al genere Hypsilophodon. Tuttavia, nel 2009, Galton concluse che gli esemplari provenienti dalla Gran Bretagna erano troppo frammentari o danneggiati per essere identificati o appartenevano a Valdosaurus e che i fossili del resto d'Europa erano quelli di specie affini ma distinte. Questo lascia i reperti dell'Isola di Wight, al largo della costa meridionale dell'Inghilterra, come l'unico ed autentico materiale fossile di Hypsilophodon noto. Questi fossili sono stati rinvenuti nel Letto Hypsilophodon, uno strato di marne spesso un metro che affiora in una striscia di 1200 metri lungo la Cowleaze Chine parallela alla costa sud-occidentale di Wight, parte della Formazione Wessex superiore e risalente al tardo Barremiano, circa 126 milioni di anni. Fonti che suggeriscono che Hypsilophodon fosse presente anche nella più recente Formazione Vectis, vennero considerate da Galton, nel 2009, non comprovate.

## Paleobiologia

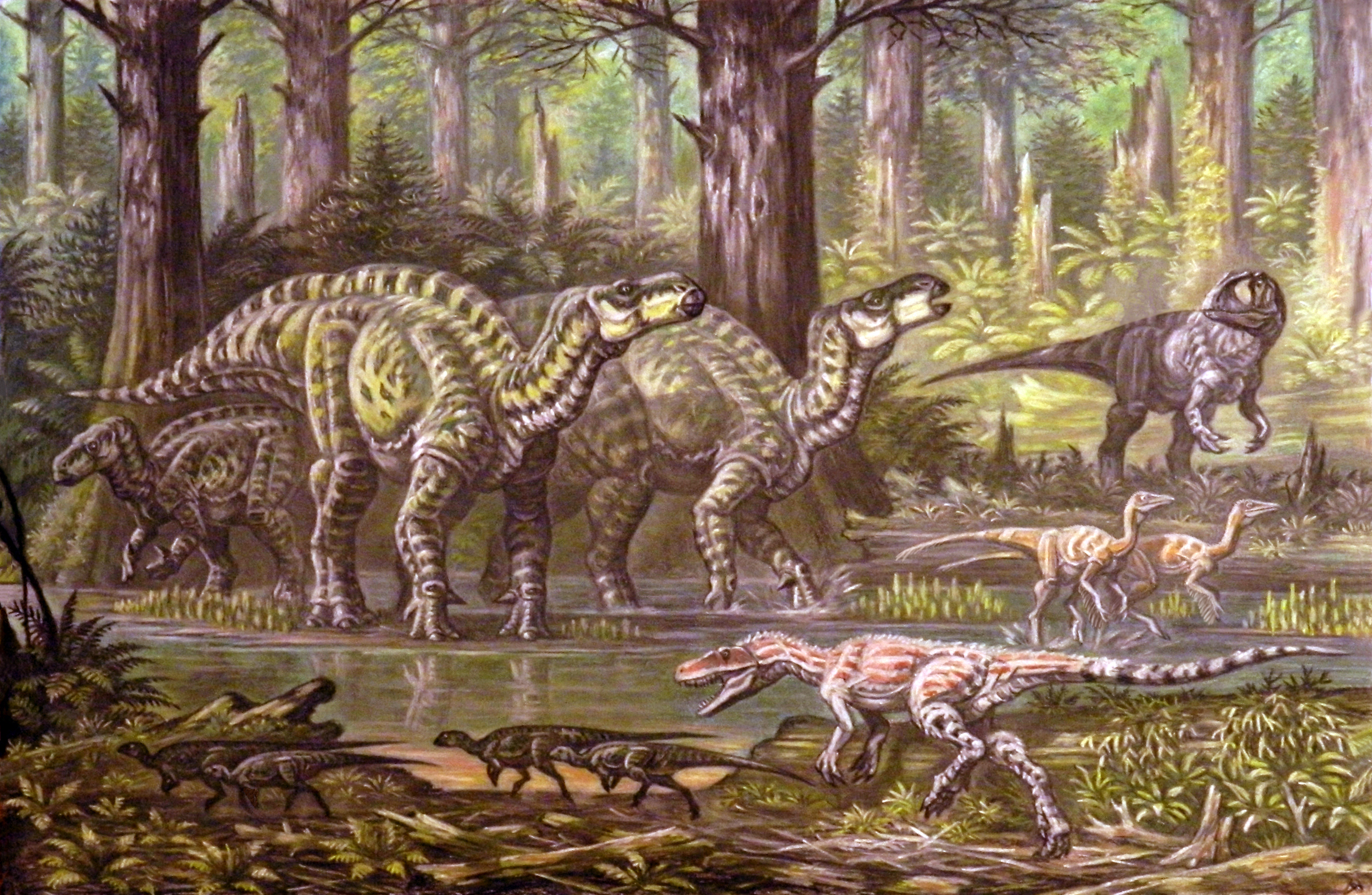
Ricostruzione di un Eotyrannus mentre insegue un gruppo di Hypsilophodon, insieme ad altri dinosauri della Formazione Wessex sulla sfondo

### Dieta
A causa delle sue piccole dimensioni, Hypsilophodon si nutriva di vegetazione bassa, e dato il suo muso appuntito ed il duro becco affilato molto probabilmente si nutriva di materiale vegetale di alta qualità, come giovani germogli e radici, alla maniera dei cervi moderni. La struttura del suo cranio, con i denti ben distanziati nella mascella, suggerisce fortemente che fosse fornito di guance, una caratteristica avanzata che avrebbe facilitato la masticazione del cibo. Erano presenti dai 23 ai 27 denti, dotati di creste verticali, sia nella mascella sia nella mandibola dell'animale che, per il loro allineamento e la loro struttura leggermente curvata all'indietro e verso l'esterno, sfregavano tra loro quando l'animale occludeva la mascella e la mandibola, auto-affilando i denti. Come in quasi tutti i dinosauri, e certamente in tutti gli ornitischi, i denti venivano continuamente sostituiti in una disposizione alternativa, con le due onde di sostituzione che si muovevano dalla parte posteriore alla parte anteriore della mascella. La spaziatura Z (ahnreihen), la distanza media nella posizione del dente tra i denti dello stesso stadio di eruzione, era piuttosto bassa e in Hyspilophodon era di circa 2,3. Una simile dentatura avrebbe permesso di nutrirsi di piante relativamente resistenti.

### Stile di vita

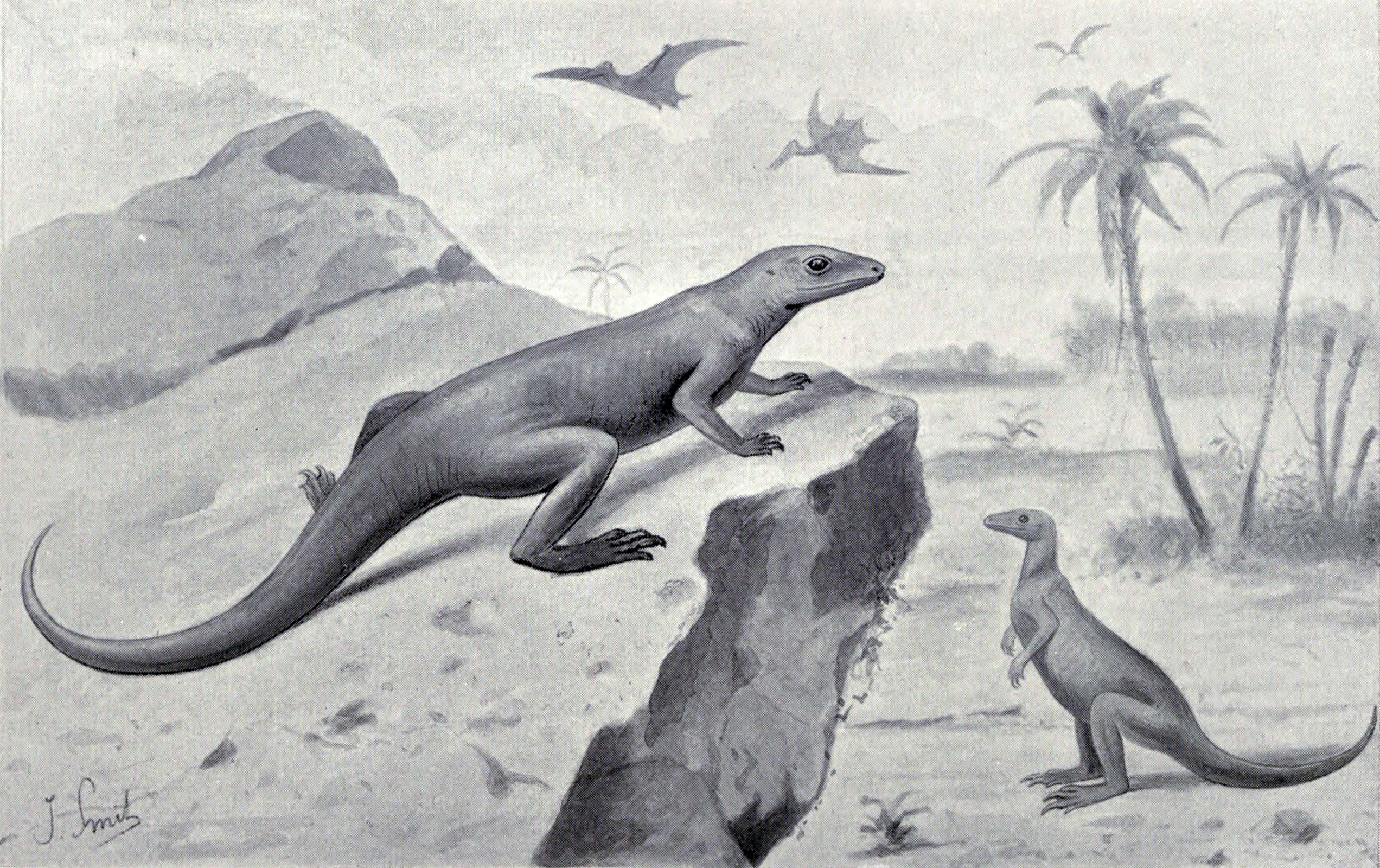
Obsoleta ricostruzione dell'animale in una postura sia rettiliana sia da canguro, di Joseph Smit (1894)

I primi paleontologi interpretarono il corpo di questo piccolo dinosauro bipede erbivoro in vari modi. Nel 1882 Hulke suggerì che Hypsilophodon fosse quadrupede ma anche, in vista della sua mano dotato di dito opponibile, in grado di arrampicarsi su rocce e alberi per cercare riparo. Nel 1912, questa linea di pensiero fu ulteriormente portata avanti dal paleontologo austriaco Othenio Abel. Concludendo che il primo dito del piede potesse funzionare come un alluce opponibile, Abel affermò che Hypsilophodon era un animale completamente arboricolo e persino che uno stile di vita arboricolo fosse uno stadio primitivo per i dinosauri in generale. Sebbene questa ipotesi fosse stata messa in dubbio da Nopcsa, venne adottata dal ricercatore danese Gerhard Heilmann che nel 1916 propose che Hypsilophodon vivesse come il moderno canguro arboricolo (gen. Dendrolagus). Nel 1926, Heilmann aveva nuovamente cambiato idea, negando che il primo dito fosse opponibile perché il primo metatarso era saldamente collegato al secondo,, ma, nel 1927, Abel rifiutò questa ritrattazione. In questo fu supportato, nel 1936, da Swinton, il quale sostenne che anche un primo metatarso che puntava in avanti poteva essere un dito mobile opponibile. Poiché Swinton era un divulgatore dei dinosauri molto influente, questa visione venne accettata per oltre tre decenni, e in quel periodo la maggior parte dei libri sui dinosauri illustrano tipicamente Hypsilophodon seduto su un ramo di un albero. Tuttavia, nel 1969 Peter M. Galton eseguì un'analisi più accurata della struttura muscolo-scheletrica, dimostrando che la postura del corpo era orizzontale. Nel 1971 Galton confutò dettagliatamente gli argomenti di Abel, dimostrando che il primo dito era stato ricostruito in modo errato e che né la curvatura degli artigli, né il livello di mobilità della cintura scapolare o della coda potevano essere visti come adattamenti per uno stile di vita arboricolo, concludendo che Hypsilophodon era una forma cursoria bipede. Ciò convinse la comunità paleontologica che Hypsilophodon fosse un dinosauro corridore terrestre, grazie alla forma aerodinamica del corpo, la coda rigida e lunghe gambe snelle.

### Comportamento sociale
Non è del tutto noto il livello di cure parentali di Hypsilophodon, in quanto non sono stati ritrovati nidi di questo animale, sebbene si conoscano i nidi di specie affini, suggerendo che questi animali si prendessero una discreta cura delle uova prima della schiusa. I fossili di Hypsilophodon si sono probabilmente accumulati in un singolo evento di mortalità di massa, quindi è probabile che questi animali si spostassero in grandi gruppi. Per questi motivi, gli hypsilophodontidi, in particolare Hypsilophodon, sono stati spesso definiti come "cervi del mesozoico". Alcune indicazioni sulle abitudini riproduttive sono fornite dalla possibilità di dimorfismo sessuale: Galton ritiene probabile che gli esemplari con cinque anziché sei vertebre sacrali rappresentino individui femmine.